# Église Saint-Nicolas de Tessancourt-sur-Aubette
L'église Saint-Nicolas est une église catholique paroissiale située à  Tessancourt-sur-Aubette, dans les Yvelines, en France. Elle remonte, pour ses parties les plus anciennes, au second quart du XIIe siècle, et se compose alors d'une nef unique non voûtée ; d'une base de clocher voûtée d'arêtes et d'une abside à pans coupés voûtée en cul-de-four. La base du clocher se distingue par ses arcs-doubleaux en tiers-point, qui annoncent le style gothique, et contrastent avec les formes de voûtement typiquement romans et avec l'archaïsme de certains chapiteaux. Très peu d'absides du type de Tessancourt subsistent dans le Vexin, mais son architecture est extrêmement sobre. Vers le milieu du XIIe siècle, la nef est agrandie par l'adjonction de bas-côtés au nord et au sud, mais le début du bas-côté sud n'est jamais construit, et une fenêtre romane subsiste au sud de la nef, dans la deuxième travée. Le clocher roman paraît également inachevé : il semble lui manquer un étage octogonal. L'étage de beffroi manque de grâce, et la flèche octogonale en pierre est trapue. Initialement le clocher était libre au nord et au sud. Au XVIe siècle, une chapelle seigneuriale d'un style indéfinissable a été ajoutée au sud, et ultérieurement, une sacristie a été bâtie au nord. La façade a été refaite à l'époque moderne, et les murs des bas-côtés ont été remaniés. C'est surtout l'intérieur de l'église qui conserve toute son authenticité. L'église Saint-Nicolas a été classée monument historique par arrêté du 25 mars 1930. Tessancourt-sur-Aubette est aujourd'hui affilié à la paroisse de Meulan, et les messes dominicales y sont célébrées un dimanche sur cinq à 9 h.

## Localisation

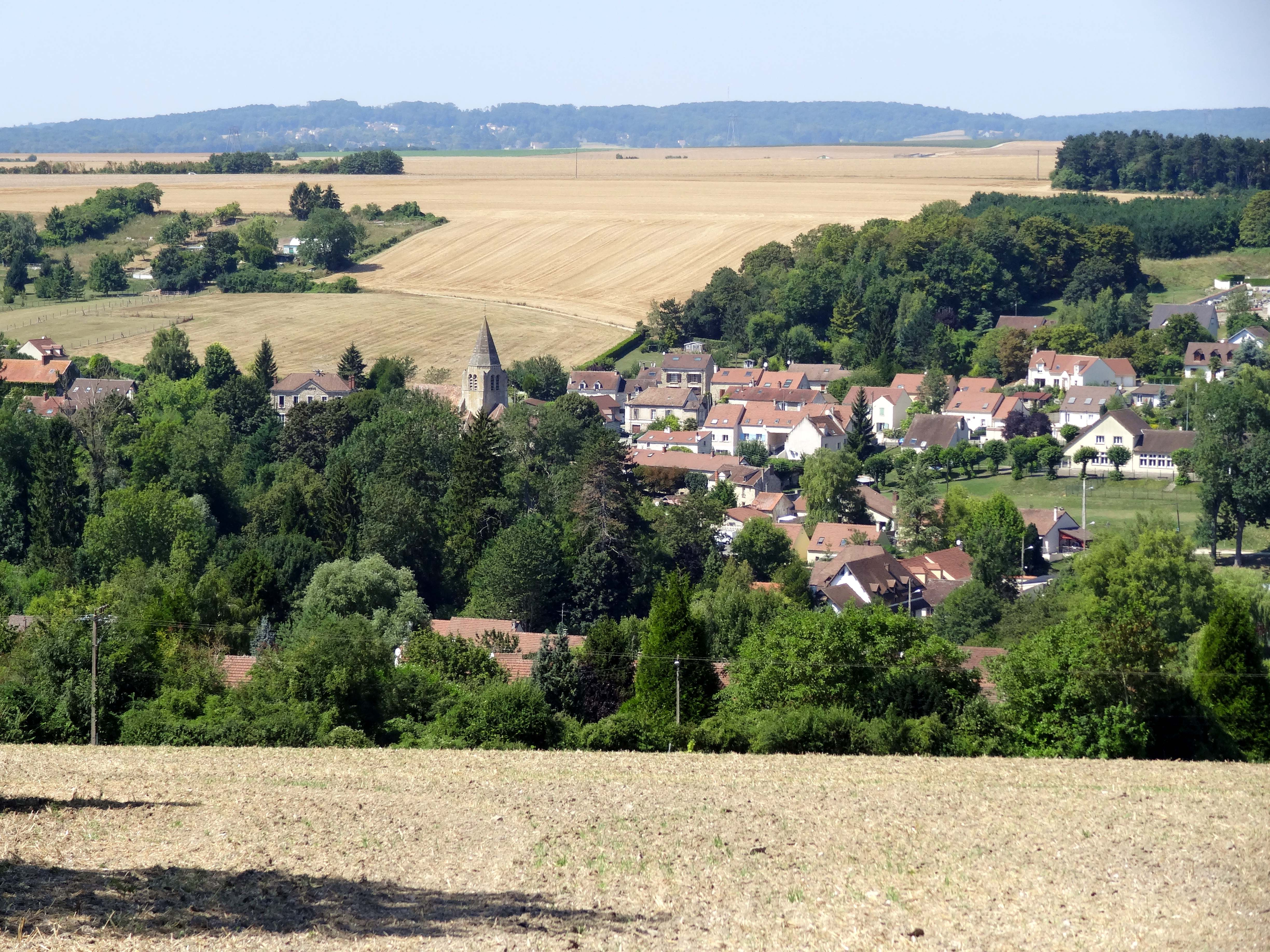
Vue de loin depuis le sud-est.

L'église Saint-Nicolas est située en France, en région Île-de-France et dans le département des Yvelines, dans le parc naturel régional du Vexin français, dans la basse vallée de l'Aubette de Meulan, sur la commune de Tessancourt-sur-Aubette, au centre du village, Grande-Rue / rue de Condécourt. Elle est entièrement dégagée de bâtiments mitoyens, et bien visible de tous les côtés. L'élévation méridionale est précédée d'un parvis partiellement engazonné, et l'élévation septentrionale est bordée par un petit parking. L'édifice et ces surfaces sont entourées de rues de tous les côtés. La Grande-Rue arrive depuis le sud-ouest, en provenance de la ville voisine de Meulan-en-Yvelines, puis change de nom au niveau du parvis de l'église et devient la rue de Condécourt. Le chemin du Mont Brûlé quitte le parvis vers le nord-est. Ce chemin est relié à la rue de Condécourt par une ruelle dénommée place de l'Église, qui passe immédiatement devant le chevet.

## Historique

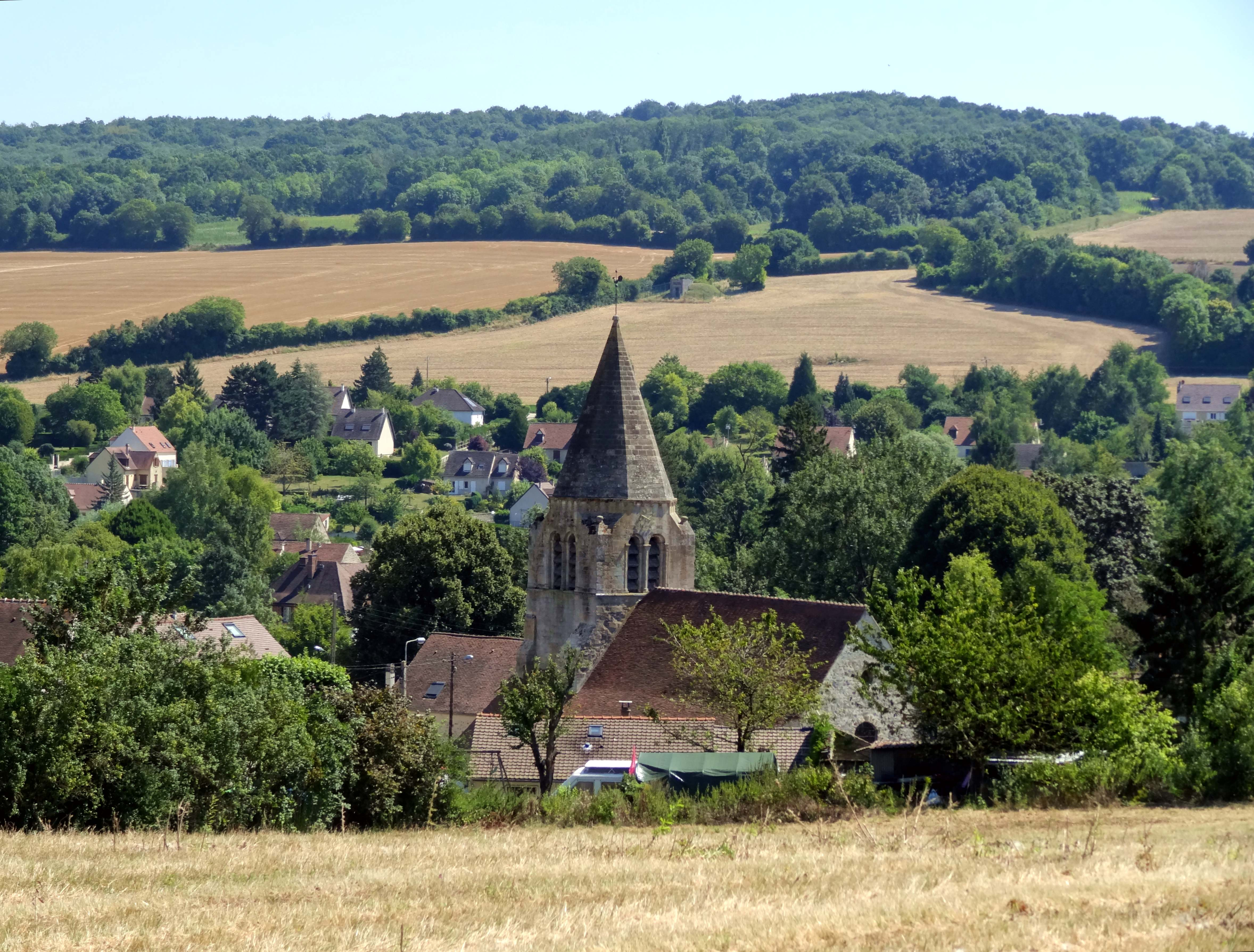
Vue depuis le nord-ouest.

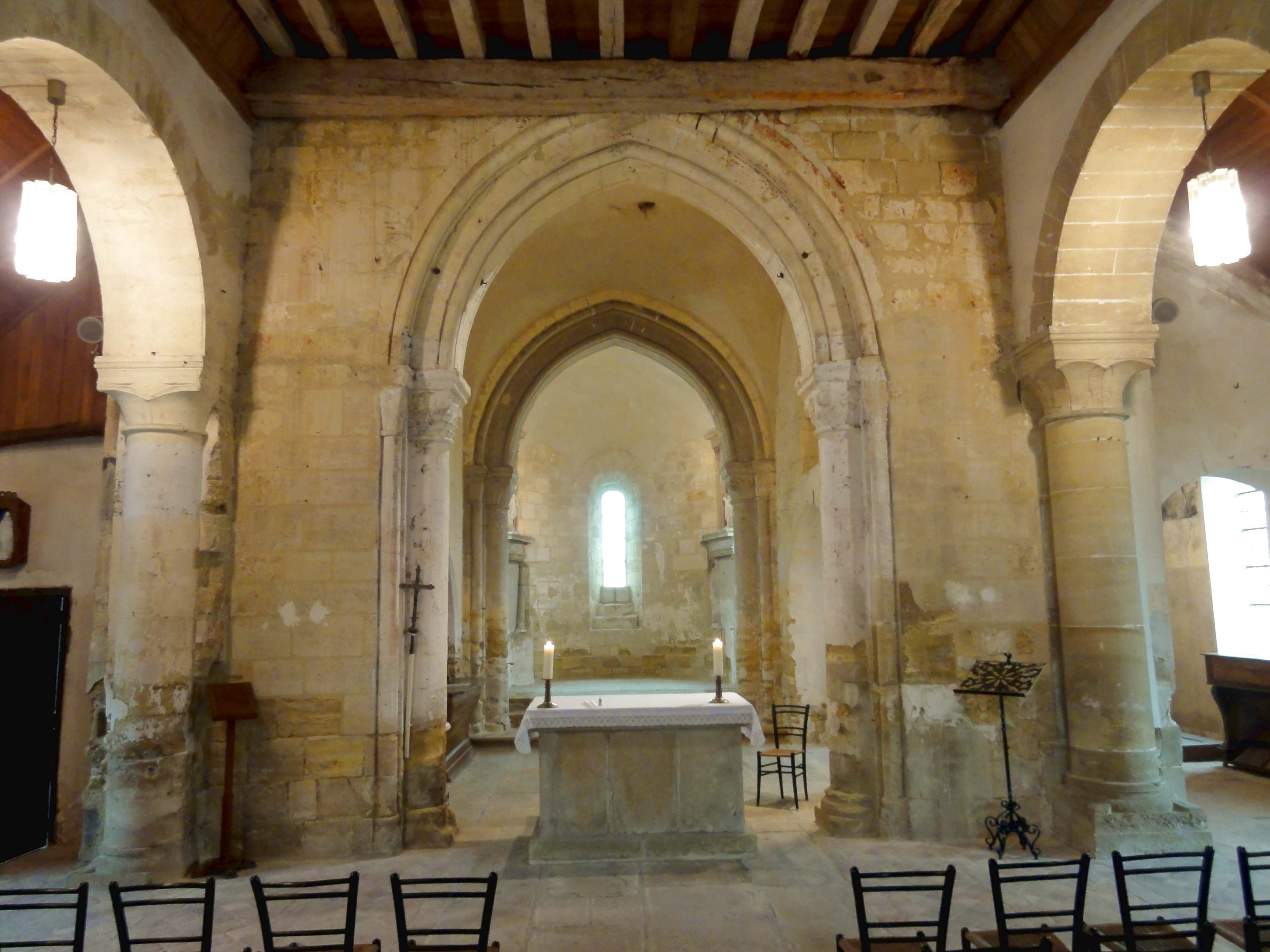
Nef, vue vers l'est.

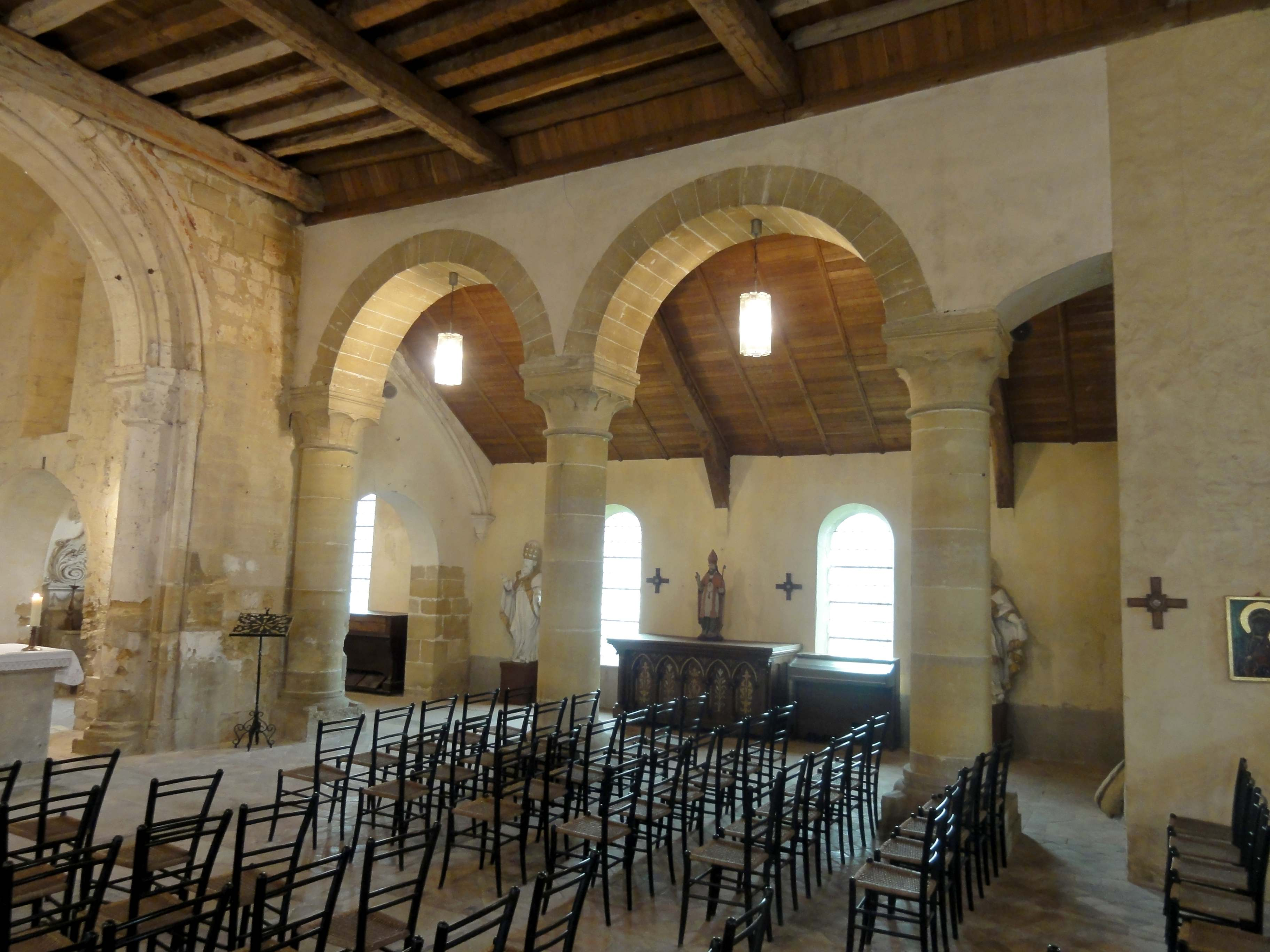
Grandes arcades du sud.

Tessancourt-sur-Aubette aurait été érigé en paroisse au XIIe siècle selon l'abbé Vital Jean Gautier. Le patron de l'église est saint Nicolas, comme pour l'église voisine de Meulan. Sous l'Ancien Régime, Tessancourt relève du doyenné de Meulan, de l'archidiaconé du Vexin français avec siège à Pontoise et de l'archidiocèse de Rouen. Le collateur de la cure est l'abbé du Bec-Hallouin, comme à Condécourt et Mézy-sur-Seine. D'après l'abbé Gautier, la construction de l'église actuelle remonte à 1147. Il pourrait s'agir de la date d'achèvement, mais l'auteur n'indique pas d'où il la tient. Les chapiteaux romans assez archaïques de la base du clocher évoquent, par leurs motifs, leurs homologues de Cormeilles-en-Vexin, mais la sculpture et la modénature sont plus avancées, et une datation du premier quart du XIIe siècle paraît probante. Sous la période romane, les motifs sont utilisés pendant de longues décennies, et ne sont utiles à la datation qu'en cas d'apparitions précoces. Un autre indice précieux est fourni par le tracé en tiers-point des arcs-doubleaux. Préfigurant l'architecture gothique, il ne fait son apparition qu'au second quart du XIIe siècle. Quoi qu'il en soit, la nef comporte encore un vestige de la même époque. Il s'agit du mur méridional avant le début du bas-côté sud, dont la deuxième travée est toujours éclairée par une baie romane en plein cintre fortement ébrasée. La nef n'était donc primitivement pas accompagnée de bas-côtés, et les grandes arcades n'ont été bâties qu'après coup. Au sud, cette reconstruction ne fut jamais menée à terme, et ne concerne que la fin de la troisième travée et les deux travées suivantes.
Les chapiteaux à feuilles d'eau des grandes arcades paraissent également romans, mais ne sont pas de la même facture. Ils évoquent leurs homologues de la nef d'Hardricourt et du rond-point de l'abside de Meulan, dont la construction avait sans doute déjà commencé en 1147. D'autre part, les piliers monocylindriques isolés de la nef de Hardricourt, qui seraient un peu antérieurs, sont considérés par Eugène Lefèvre-Pontalis comme l'une des premières occurrences de ce type de support, alors que les piliers de la nef de Tessancourt sont similaires. À moins que Lefèvre-Pontalis n'ait pas visité l'église de Tessancourt, il pense donc que sa nef soit plus récente. Un autre aspect est à considérer. Selon l'Histoire de Meullant de Lévrier, manuscrit conservé à la bibliothèque nationale, l'église de Tessancourt fait partie des dix-sept églises dites du vœu d'Agnès de Montfort, qu'elle aurait promis de faire bâtir si son mari Galéran IV de Meulan rentre de croisade sain et sauf. Il rentre en effet en 1156, et les églises auraient toutes été réalisées dans un délai de sept à dix ans, avec des clochers en pierre de taille d'une belle structure. Si ce vœu s'est réalisé, seulement les parties hautes des clochers semblent être concernées, et, si l'on veut, la nef de Tessancourt. Avec ces exceptions, et l'église de Cléry-en-Vexin en totalité, les églises citées sont antérieures à 1156. Au fil des siècles, l'église subit encore des modifications. Une chapelle seigneuriale est ajoutée au sud de la base du clocher au XVIe siècle, et une sacristie au nord. Le bas-côté nord est amputé de son angle nord-est, qui empiète sur la rue. La façade occidentale est refaite à la période moderne, portail compris. La voûte de la chapelle seigneuriale est vraisemblablement refaite au XIXe siècle, car le profil de ses ogives correspond à la première période gothique, et non à sa période de construction supposée au XVIe siècle. L'édifice est classé au titre des monuments historiques par arrêté du 25 mars 1930, et a été restauré depuis. Rattaché au diocèse de Versailles depuis la Révolution française, Tessancourt est aujourd'hui affilié à la paroisse de Meulan ou secteur pastoral de la Rive Droite de la Seine, et les messes dominicales y sont célébrées un dimanche sur cinq à 9 h.

## Description

### Aperçu général

Plan de l'église.

Régulièrement orientée, avec une légère déviation de l'axe vers le nord-est du côté du chevet, l'église répond à un plan cruciforme d'apparence. Elle se compose d'une nef de cinq travées, accompagnée de deux bas-côtés dont celui du sud est limité aujourd'hui à ses deux dernières travées ; d'une base de clocher dans l'axe de la nef ; d'une abside à cinq pans ; d'une ancienne chapelle seigneuriale dans l'axe du bas-côté sud, au sud de la base du clocher ; et d'une sacristie au nord de la base du clocher, mais rien ne permet d'affirmer qu'elle soit issue de la transformation d'une chapelle semblable. L'angle nord-ouest de l'église a été démolie de même que le début du bas-côté sud. Une tourelle d'escalier accoste la pile nord-ouest de la base du clocher, au nord. La nef et ses bas-côtés n'ont jamais été voûtés, et sont recouverts de plafonds plats en bois. La base du clocher est voûtée d'arêtes, et l'abside est voûtée en cul-de-four, mais la nature de la voûte reste à préciser. Seule la chapelle seigneuriale est voûtée d'ogives, mais sa voûte est susceptible d'être néo-gothique. L'on accède à l'église par le portail occidental de la nef, ou par le portail latéral au sud de la troisième travée. Il est abrité sous un porche sous la forme d'un toit en appentis prenant appui sur une structure de charpente engagée dans le mur. Il y a également une autre porte dans le mur occidental du bas-côté sud, également sous le porche, mais elle est condamnée. Nef et bas-côtés sont recouverts ensemble par une toiture à deux rampants, qui intègre les toits en appentis des bas-côtés. Le clocher carré est à trois niveaux, dont le troisième est l'étage de beffroi. Celui-ci est coiffé d'une flèche octogonale en pierre d'allure trapue.

### Intérieur

#### Nef et bas-côtés

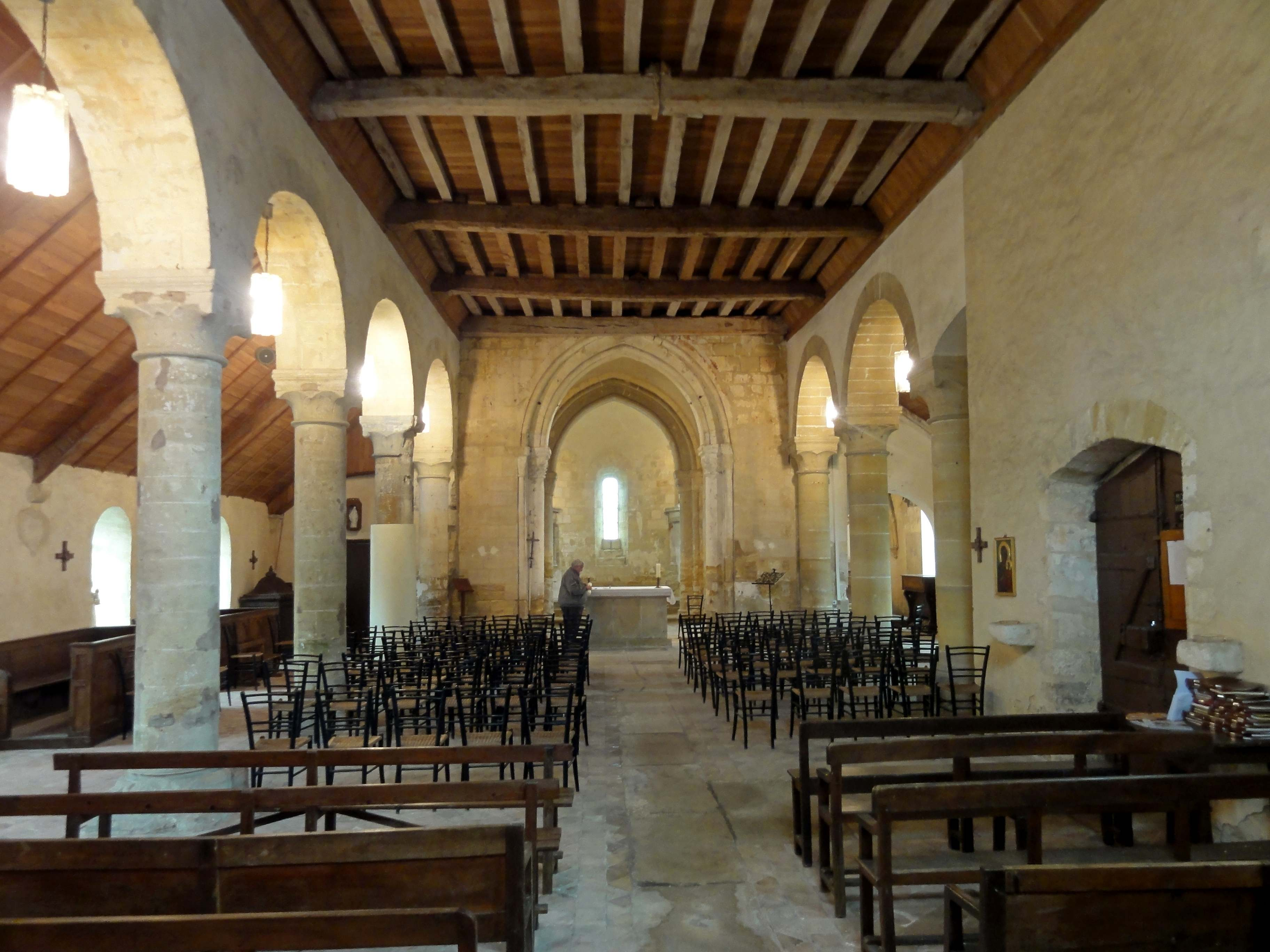
Nef, vue vers l'est.

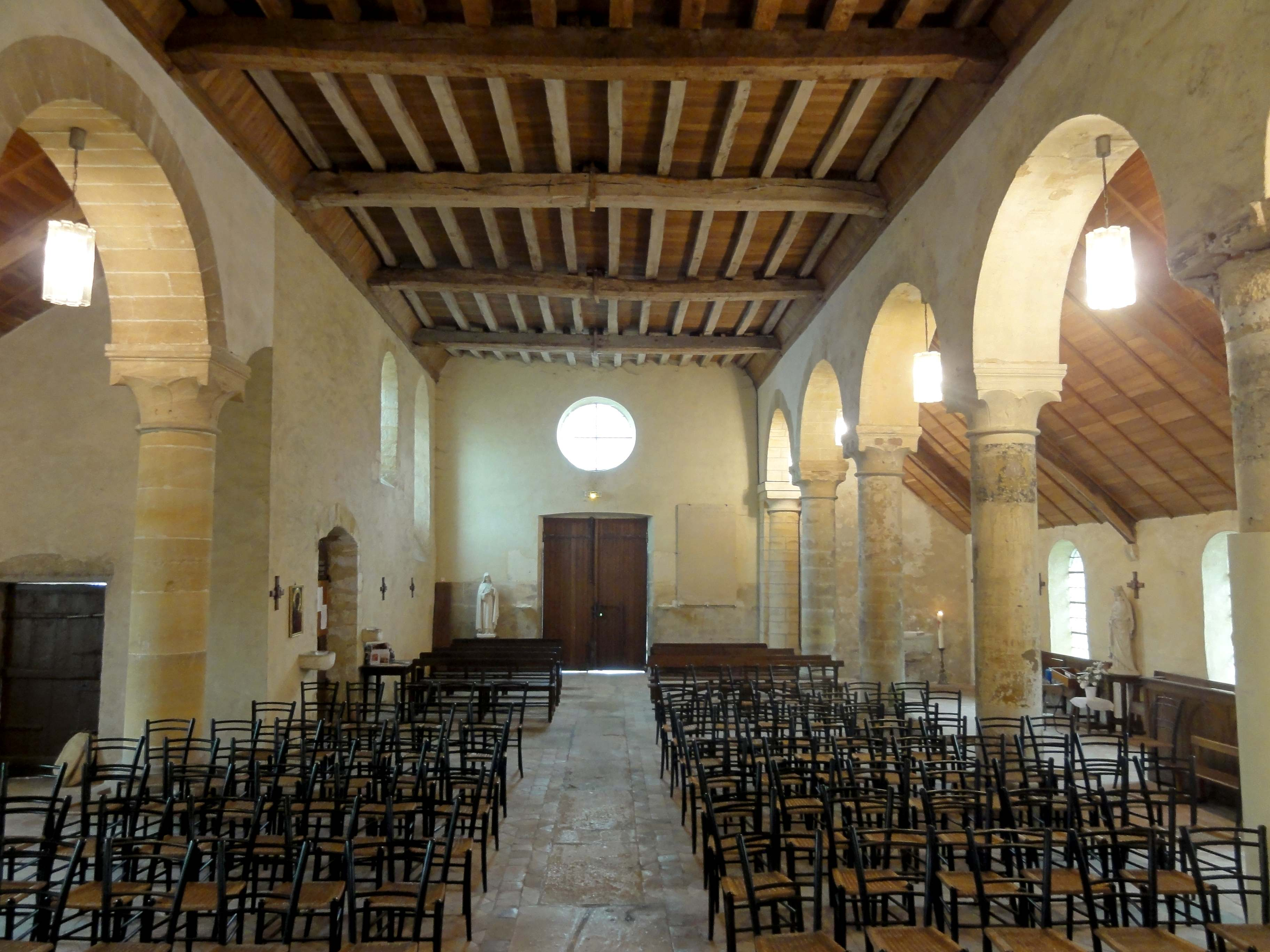
Nef, vue vers l'ouest.

La nef n'est pas conçue pour être voûtée, ce qui est encore la règle autour du milieu du XIIe siècle, et reste fréquent pendant la première période gothique en milieu rural. Le Vexin en fournit de nombreux exemples. Mais la nef de Tessancourt est particulièrement rustique pour une nef d'emblée munie de bas-côtés. Ces nefs tout simples sont encore le plus souvent des nefs uniques ou nefs-grange au milieu du XIIe siècle. En effet, les grandes arcades en plein cintre ne sont pas moulurées et à arêtes vives, comme un siècle auparavant à Juziers, et il ne semble pas y avoir eu d'étage de fenêtres hautes. Il n'y a qu'un petit nombre d'églises où cet état des choses semble avéré authentique, dont Asnières-sur-Oise, Boran-sur-Oise, Bornel, Bruyères-sur-Oise, Hardricourt ou encore Valmondois, où la nef paraît toutefois comme une construction voulue provisoire. En principe, l'on trouve au moins un étage de fenêtres hautes réduit, comme à Frouville. Enfin, le nombre de cinq grandes arcades constitue également une particularité. Ce nombre est élevé pour une église aussi petite. La nef de Juziers compte également cinq travées.
Les arcades retombent sur les tailloirs carrés de chapiteaux sculptés de feuilles d'eau peu découpées, dont quelques-unes affichent des volutes d'angle. À la première vue, ces chapiteaux se ressemblent tous, mais chacun est en fait différent. Les corbeilles sont fortement évasées du haut vers le bas, et leur silhouette évoque la période gothique. La base du clocher permet de constater la différence avec la silhouette plus proche du gabarit des fûts des chapiteaux romans. Les tailloirs accusent une plate-bande, une baguette et un cavet peu marqué, et se rapprochent de Hardricourt. Tous les chapiteaux reposent sur des colonnes monocylindriques appareillées en tambour. Au début et à la fin des grandes arcades, ces colonnes sont engagées dans les murs, mais ne paraissent pas appareillées avec eux. Elles ont des bases composées d'une scotie entre un petit et un gros tore flanqués de griffes aux angles. Hormis les grandes arcades, et la vue dans la base du clocher et le sanctuaire à l'est, la nef n'offre rien d'intéressant. Elle est éclairée par un oculus circulaire en haut du mur occidental ; une lancette gothique au sud de la première travée, et une petite baie en plein cintre romane au sud de la deuxième travée, les deux dernières étant fortement ébrasées. Le plafond plat en bois, à poutres et solives apparentes, confère un certain cachet à la nef, qui manque aux nombreuses églises où le plafond a été enduit de plâtre ou caché par des plaques d'isolation, comme à Omerville. Les plafonds du même type qu'à Tessancourt sont rares dans le Vexin ; l'on ne peut guère citer que Brignancourt, Condécourt, Le Heaulme et Le Perchay. Dans les bas-côtés, l'on trouve au contraire des toits en appentis dont le revers est revêtu d'un lambris. Ces bas-côtés portent bien leur nom, car leurs murs gouttereaux n'atteignent que la moitié de la hauteur de la nef. Ils sont percés de fenêtres en plein cintre modernes, à raison de quatre au nord (soit une par travée à partir de la deuxième travée) et deux au sud.

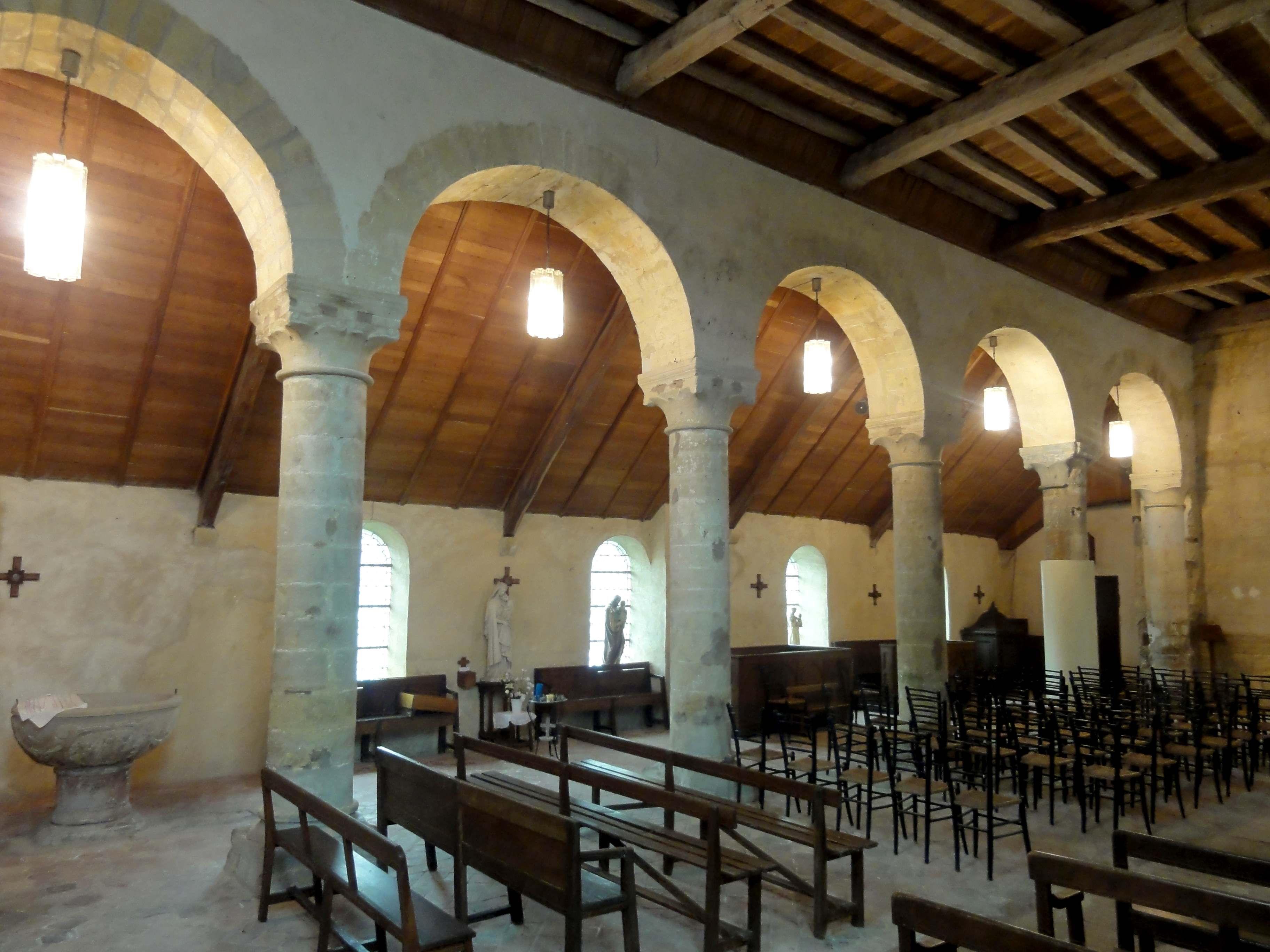
Grandes arcades du nord.
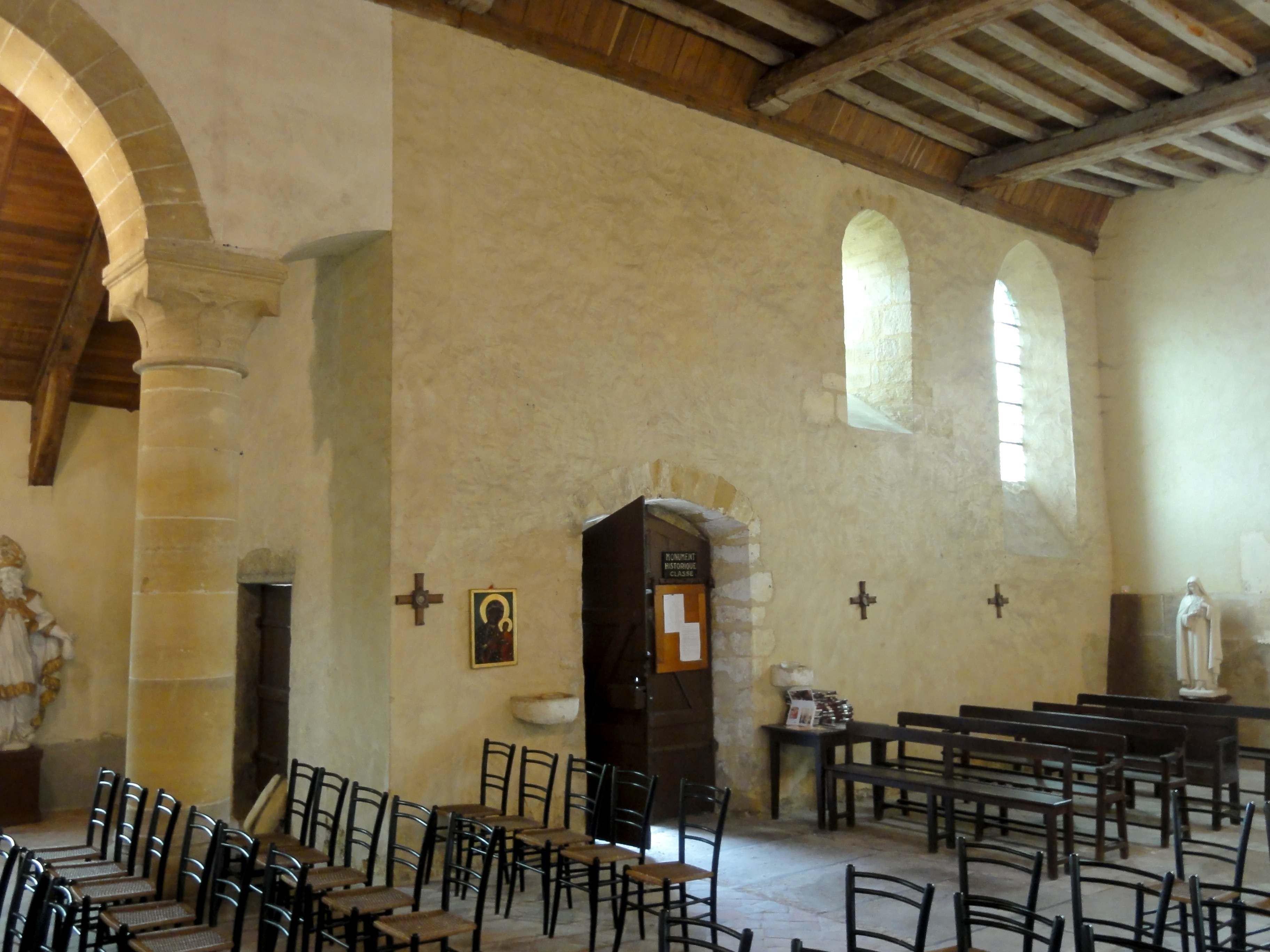
Mur sud.
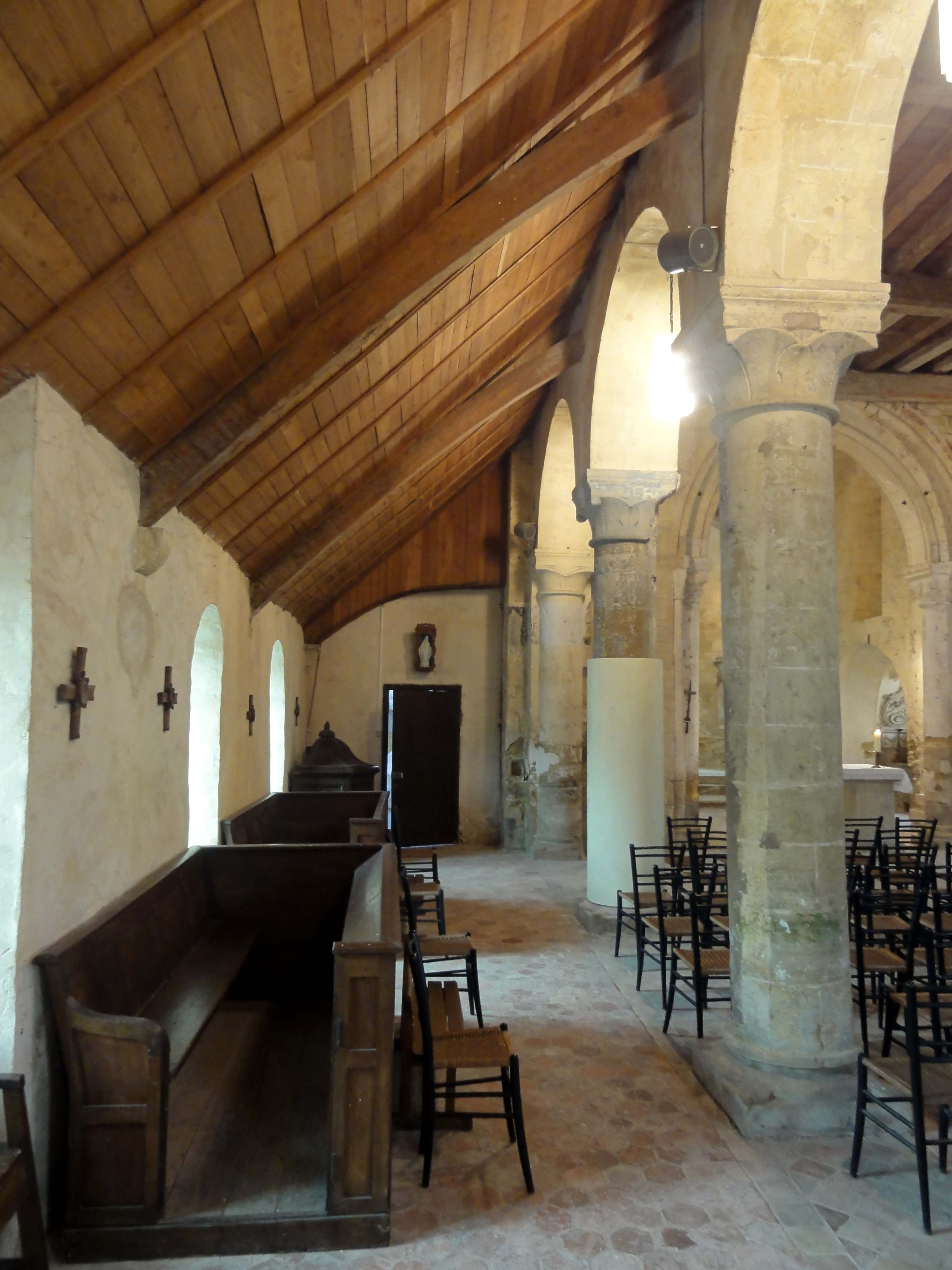
Bas-côté nord.
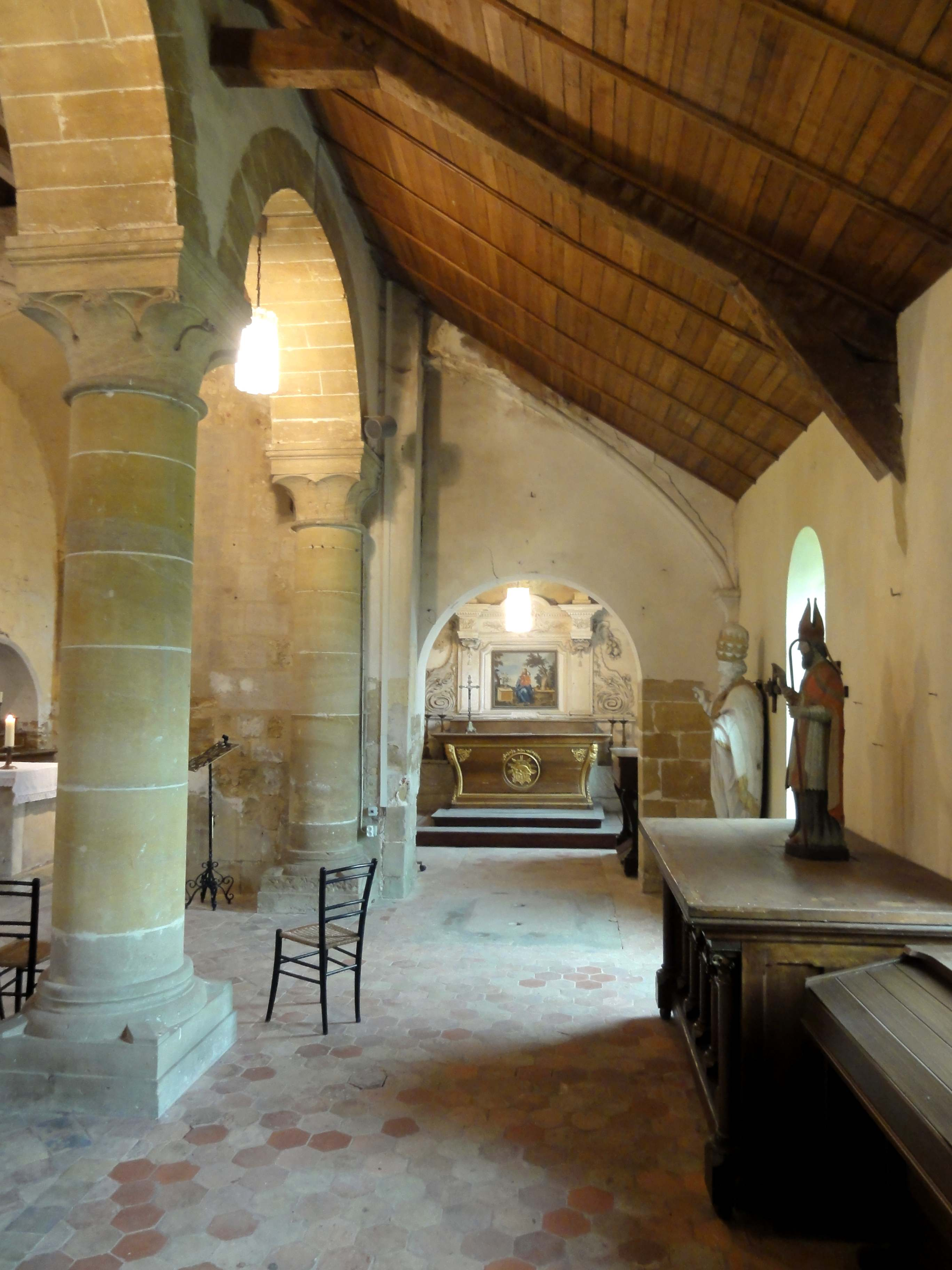
Bas-côté sud.
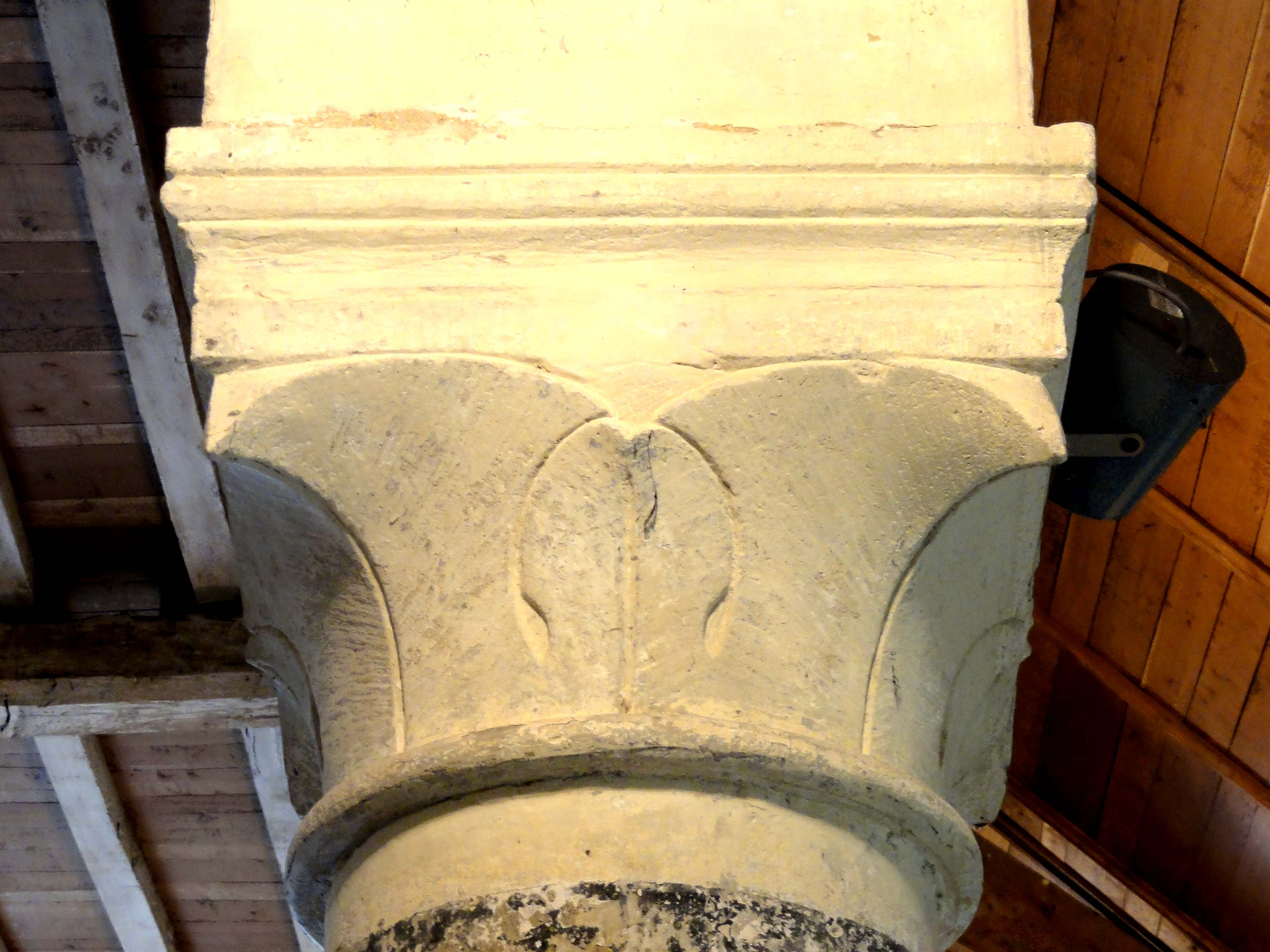
Chapiteau.
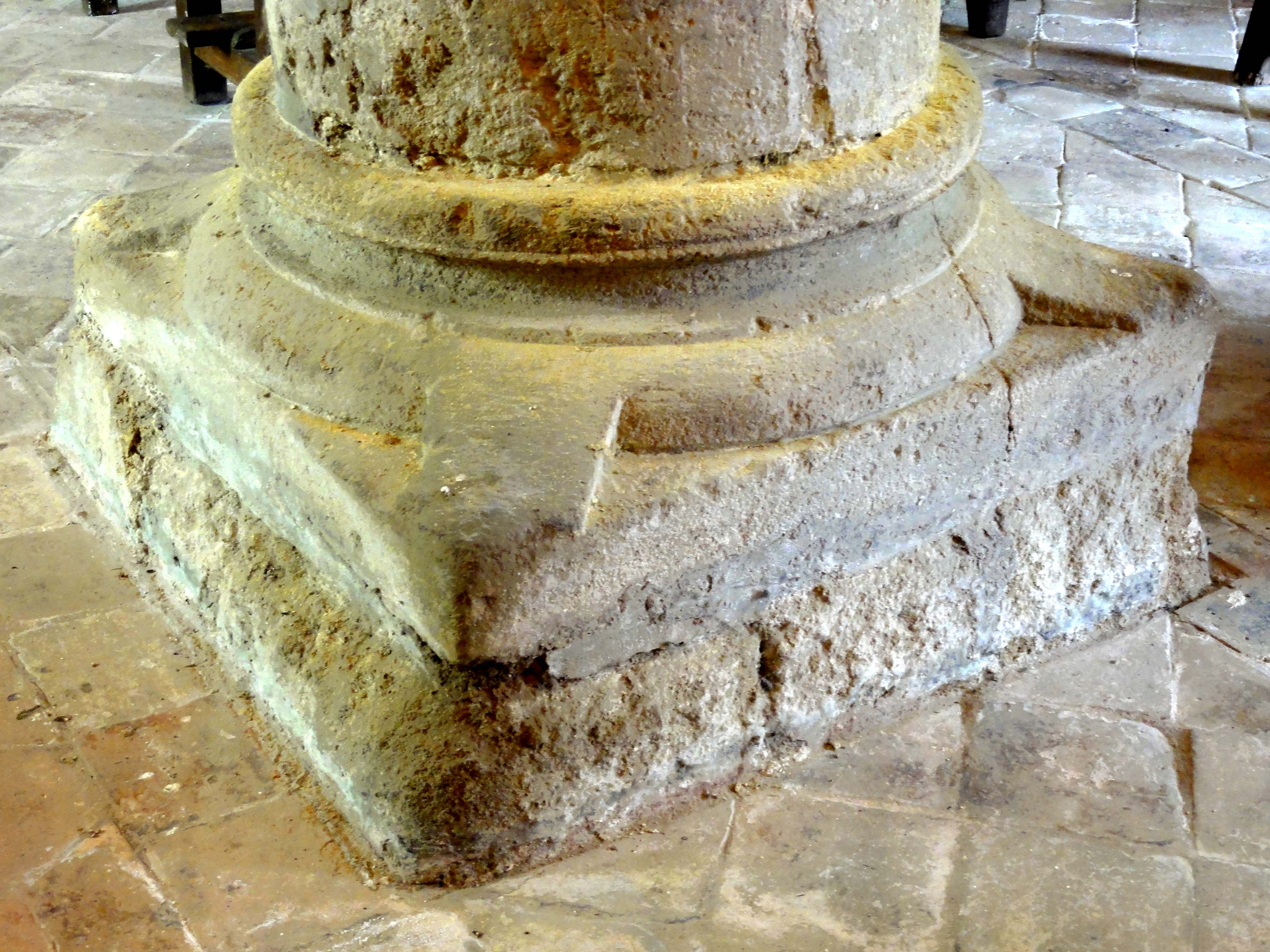
Base des colonnes.

#### Base du clocher

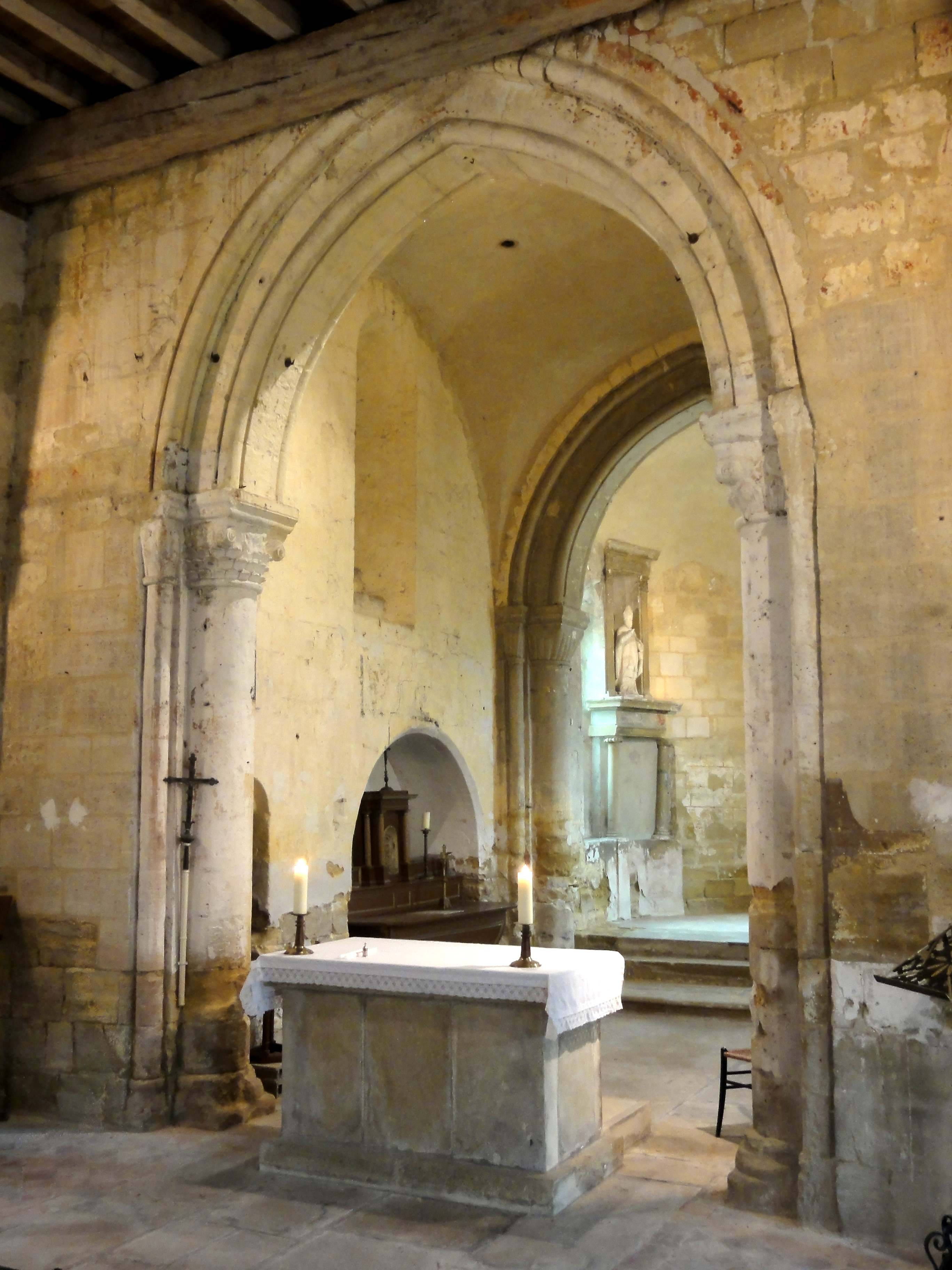
Nef, vue vers le nord-est dans la base du clocher.

La base du clocher s'ouvre par un arc triomphal en tiers-point, qui est à double rouleau. Un doubleau analogue se situe à l'intersection avec l'abside, mais le rouleau supérieur n'existe que du côté ouest. Le rang de claveaux inférieur est mouluré d'un méplat entre deux tores, et le rang de claveaux supérieur, d'un tore de chaque côté. Ils retombent sur les tailloirs des chapiteaux d'une grosse colonne engagée et de deux fines colonnettes. Les tailloirs accusent une plate-bande et une doucine, ce qui est un profil rare. Mais comme le tracé en tiers-point et le profil des doubleaux, il paraît assez avancé et annonce le second quart du XIIe siècle et la fin de la période romane. En contraste avec ces caractéristiques sont les chapiteaux et la voûte d'arêtes. Un certain nombre de bases de clocher du Vexin sont voûtées d'arêtes, à savoir Arthies, Boubiers, Condécourt, Cormeilles-en-Vexin, Feucherolles, Follainville, Limetz, Reilly, Saint-Gervais et Seraincourt. Mais la cohabitation entre un tracé en tiers-point ou arc brisé avec un voûtement roman est rare. Concernant les voûtes en berceau, on peut citer les bases des clochers de Labruyère et Néry, les chœurs de Béthisy-Saint-Pierre et Labruyère, et l'ancien chœur de Monchy-Saint-Éloi.
Les gros chapiteaux de l'arc triomphal se divisent en deux registres. En haut, les corbeilles sont sculptées de grosses volutes d'angle, et d'une autre volute au milieu de la face, au nord. En bas, la corbeille affiche trois rangs de petites feuilles simples au nord, et un seul rang de feuilles plus élaborées, aux extrémités recourbées, au sud. Sur les petits chapiteaux côté nef, la volute d'angle s'intègre dans les feuillages qui décorent la partie basse de la corbeille. Les petits chapiteaux côté est sont à corbeilles lisses. Au nord de l'arc triomphal, les deux chapiteaux sont sculptés de godrons. En face au sud, la corbeille du gros chapiteau est en grande partie lisse, mais une petite palmette inversée soigneusement travaillée figure à chaque angle. Le petit chapiteau est sculpté de petites palmettes de feuilles d'acanthe, mais la partie inférieure de la corbeille reste lisse. Les bases, très dégradées, sont similaires à celles de la nef. Restent à évoquer les élévations latérales, qui donnaient primitivement sur l'extérieur : elles possèdent en haut une baie en plein cintre fortement ébrasée, qui s'ouvre au-dessus d'un glacis à gradins, comme on peut en voir à Bailleval, Champlieu, Condécourt, Conflans-Sainte-Honorine, Juziers, Moussy et Saint-Félix. Une arcade en plein cintre très basse et non moulurée a été ménagée dans le soubassement, nettement désaxée vers l'est. Celle du sud ouvre sur la chapelle seigneuriale, et celle du nord, dans une niche évoquant un enfeu. L'on ignore s'il s'agit réellement d'un ancien enfeu, d'une arcade bouchée, ou d'une disposition qui reflète tout simplement un souci de symétrie. La petite porte à gauche de l'élévation septentrionale dessert la cage d'escalier, et non la sacristie, qui est uniquement accessible depuis la fin du bas-côté nord.

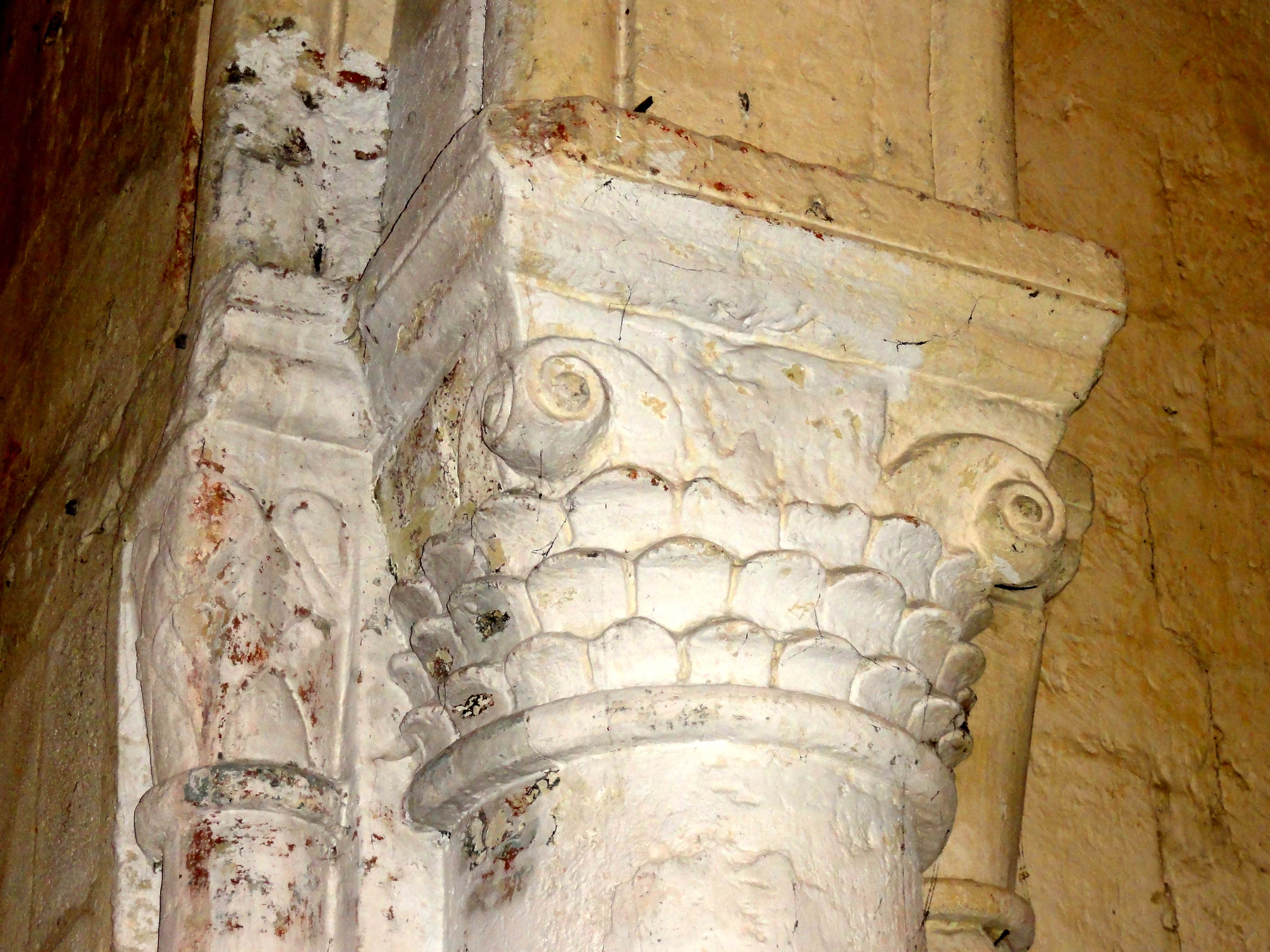
Arc triomphal, chapiteaux côté nord.
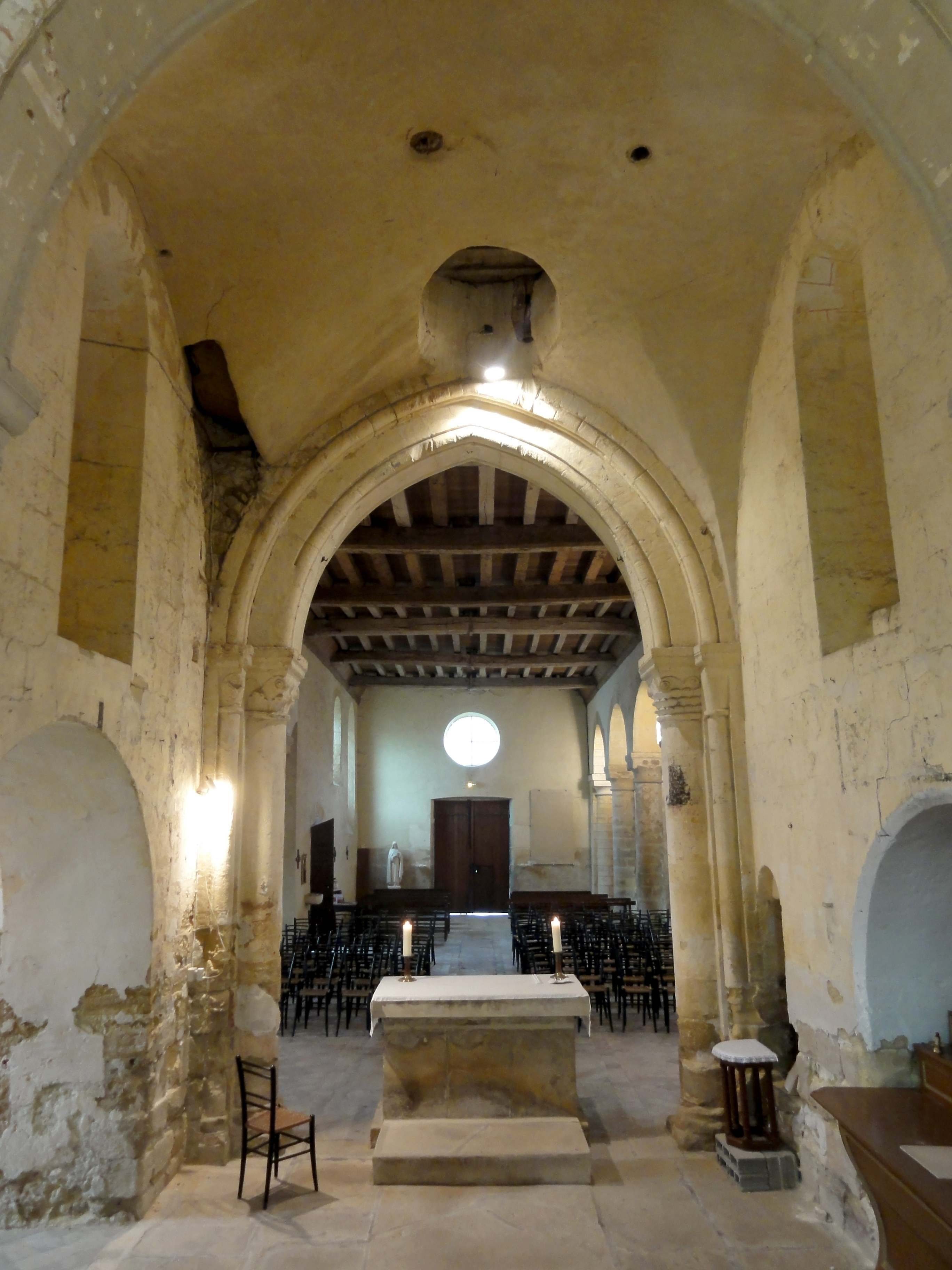
Vue vers l'ouest.
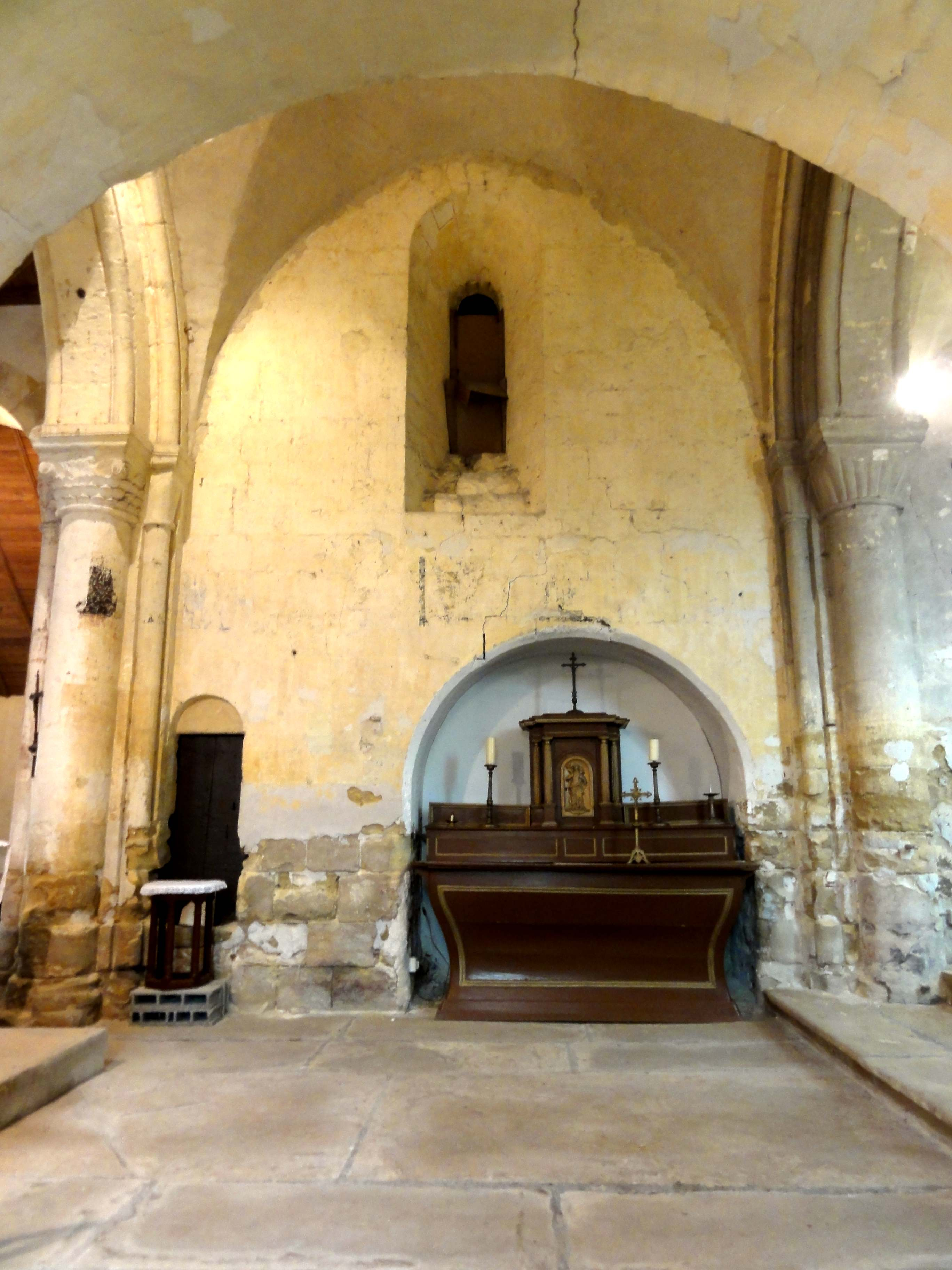
Vue vers le nord.
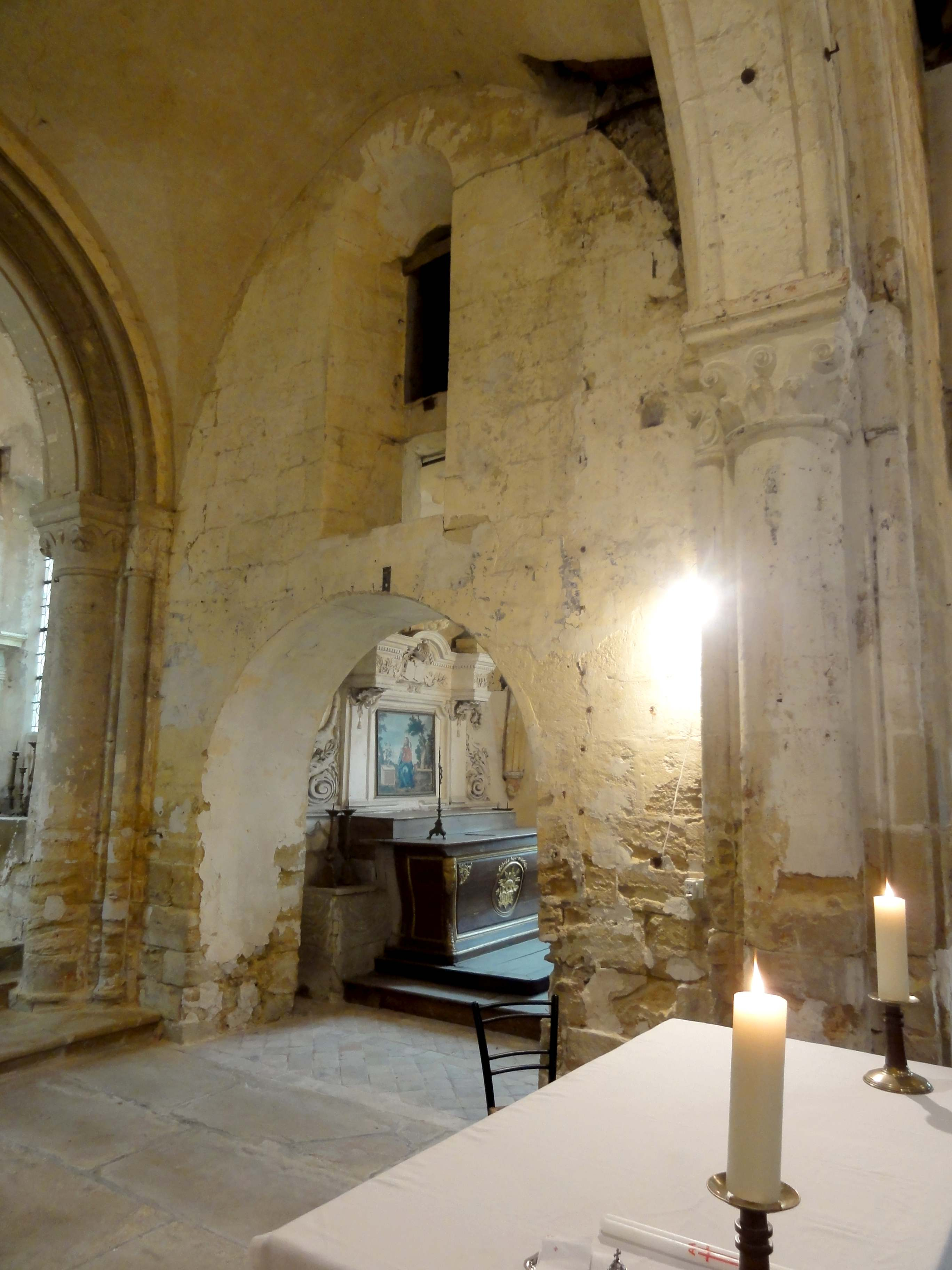
Vue vers le sud-est.
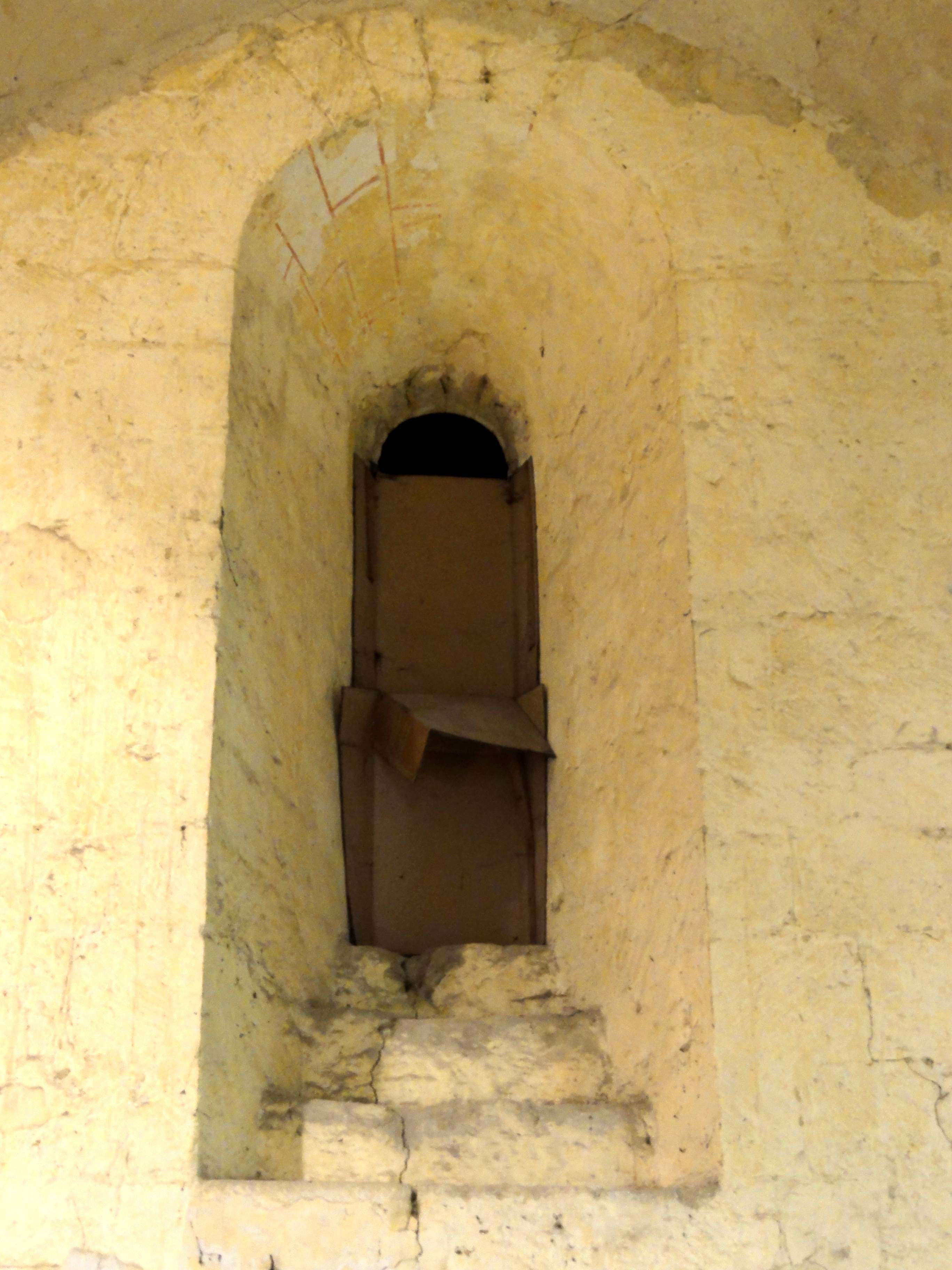
Fenêtre côté nord.
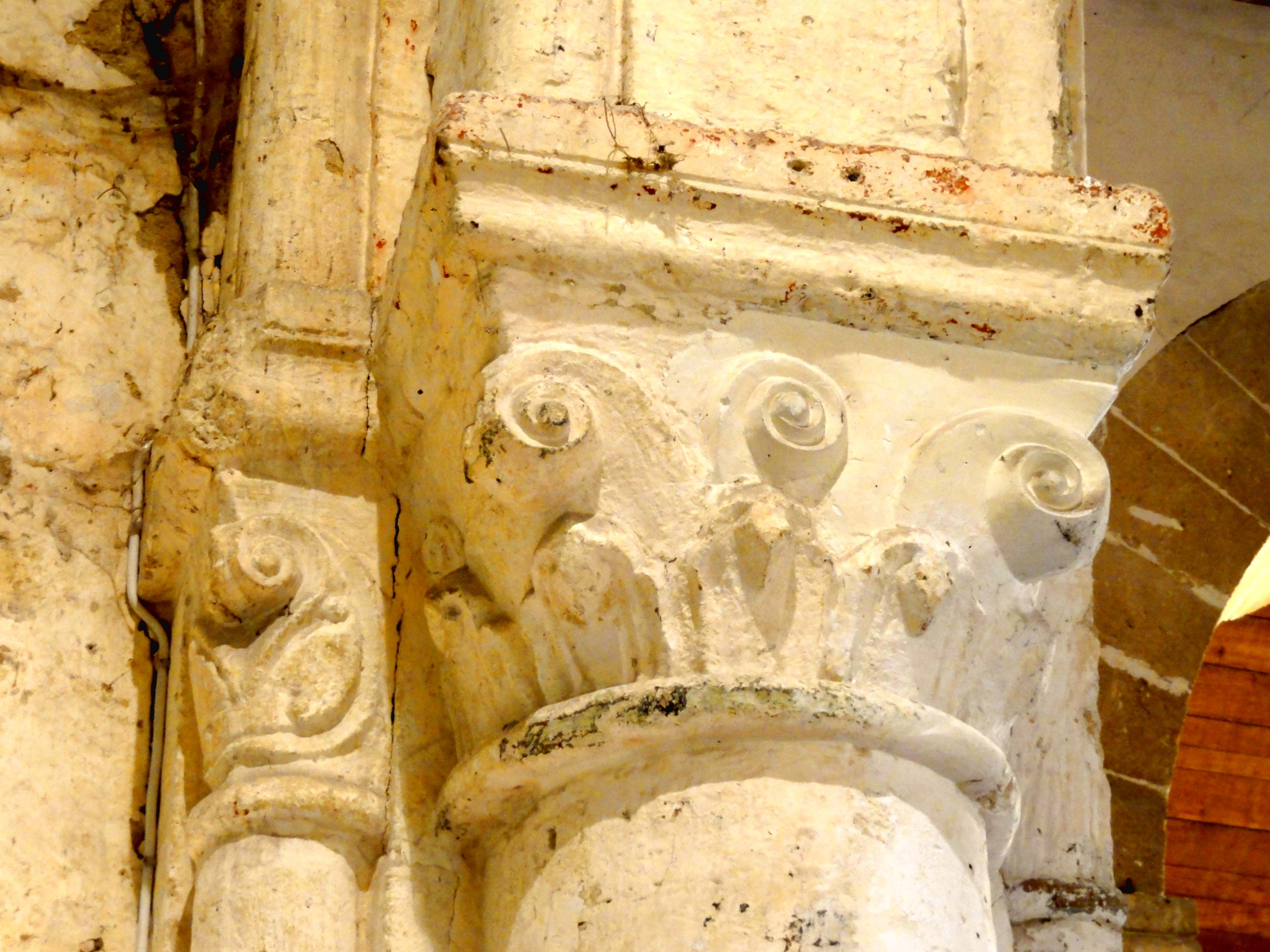
Arc triomphal, chapiteaux côté sud.

#### Abside

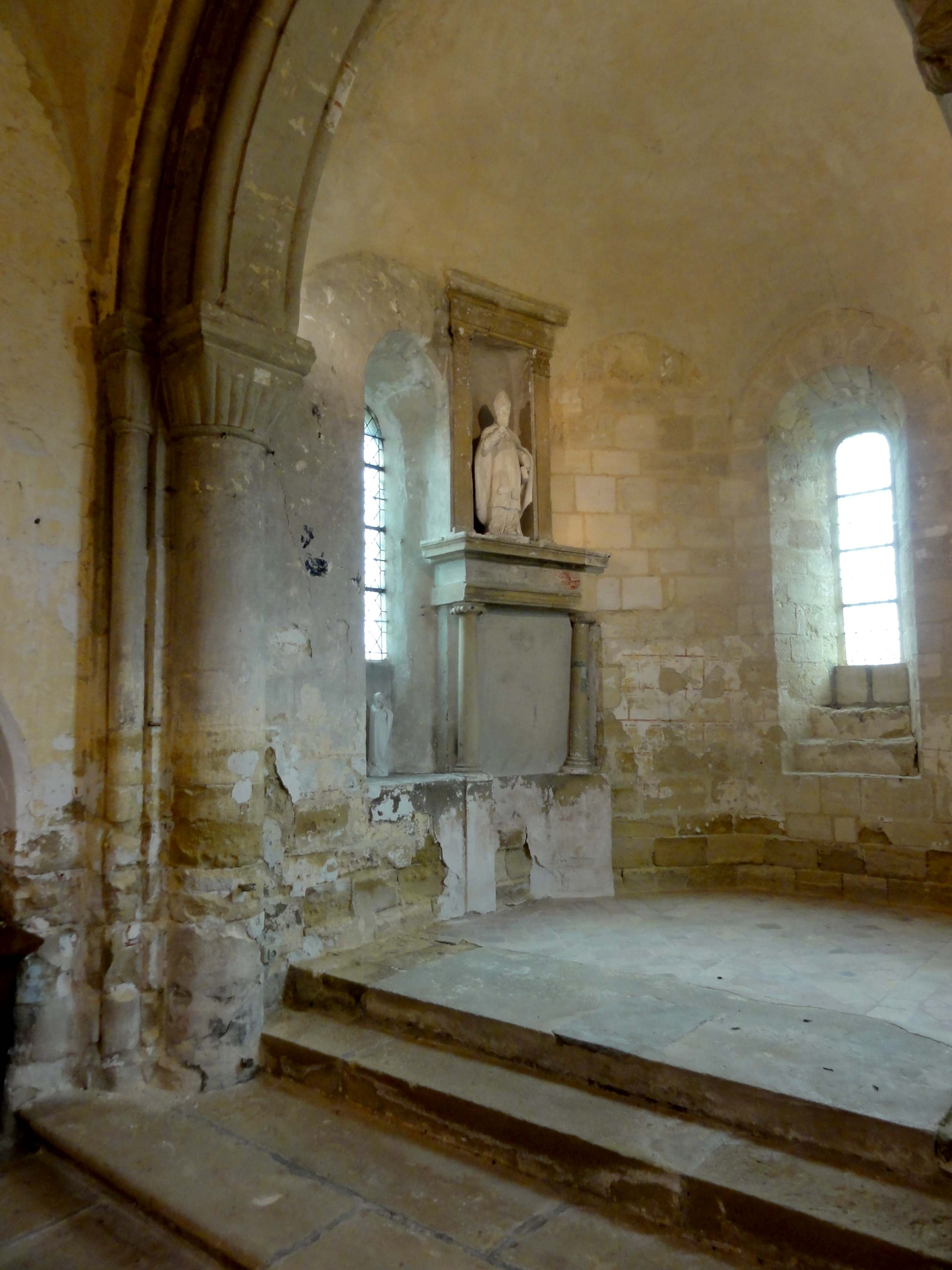
Vue vers le nord-est.

Dans une région où le chevet plat est dominant, l'abside de Tessancourt est considérée par Bernard Duhamel comme l'un des derniers spécimens des absides romanes à pans coupés qui subsistent encore dans le Vexin, les autres étant Fontenay-Saint-Père, Hérouville et Auvers-sur-Oise, mais ces deux dernières sont voûtées d'ogives. Un autre groupe est constitué par les absides romanes à pans coupés ou en hémicycle d'une architecture plus ambitieuse, avec des fenêtres décorées et des arcatures plaquées animant les soubassements, comme à Parnes et Saint-Clair-sur-Epte. À l'intérieur, l'abside est presque en hémicycle, mais les cinq pans se distinguent quand même en raison des arcs d'inscription en plein cintre de la voûte qu'ils comportent en haut. Ces arcs, dépourvus de formerets, sont tout à fait inhabituels pour les voûtes en cul-de-four. Les matériaux employés pour la construction de la voûte et son authenticité restent à examiner. L'une des plus anciennes voûtes en cul-de-four du nord d'Île-de-France, celle de Rhuis, est en torchis. D'autres sont en blocage ou tout au contraire appareillés. Seulement les pans nord, est et sud sont percés de fenêtres, analogues à celles de la base du clocher. Comme à Auvers-sur-Oise, les autres pans sont aveugles parce que les deux seuls contreforts de l'abside y prennent appui à l'extérieur. Des retables en pierre de style Renaissance jouxtent les fenêtres du nord et du sud. Ils se composent d'un soubassement, formé par deux colonnes ioniques supportant un entablement, et d'une niche à statue encadré par deux pilastres corinthiens supportant un entablement sans architrave.

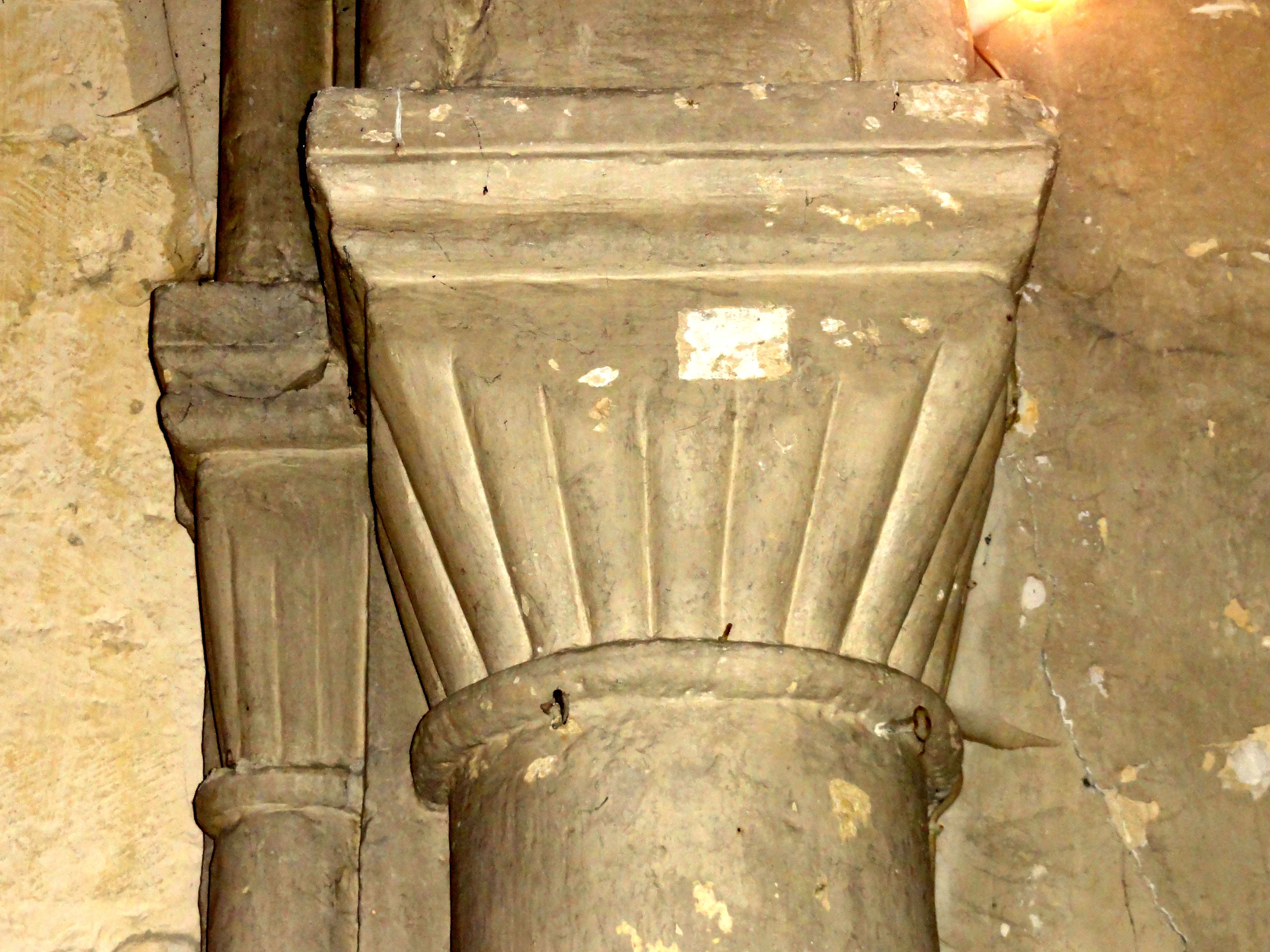
Chapiteaux côté nord.
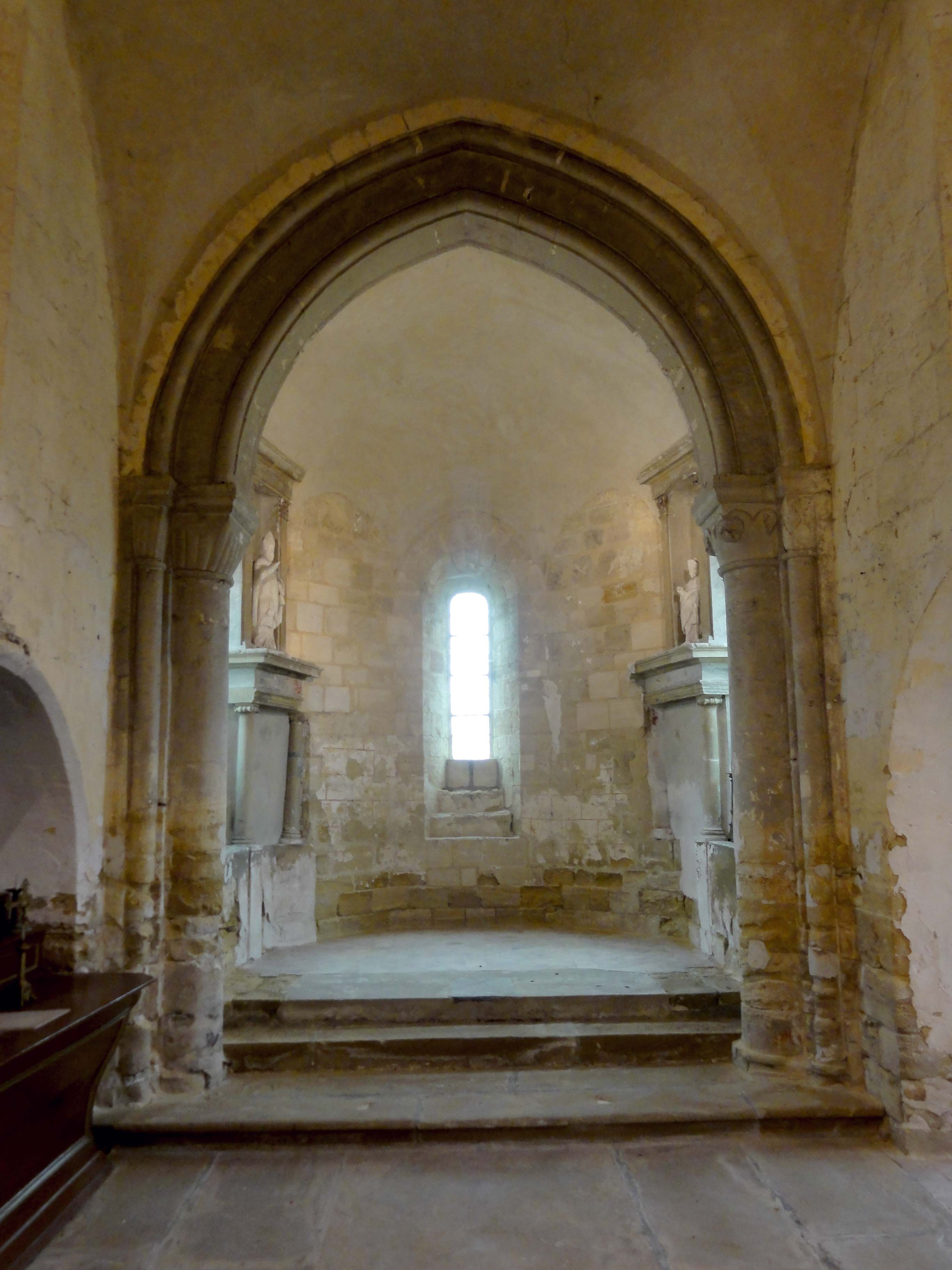
Vue depuis la base du clocher.
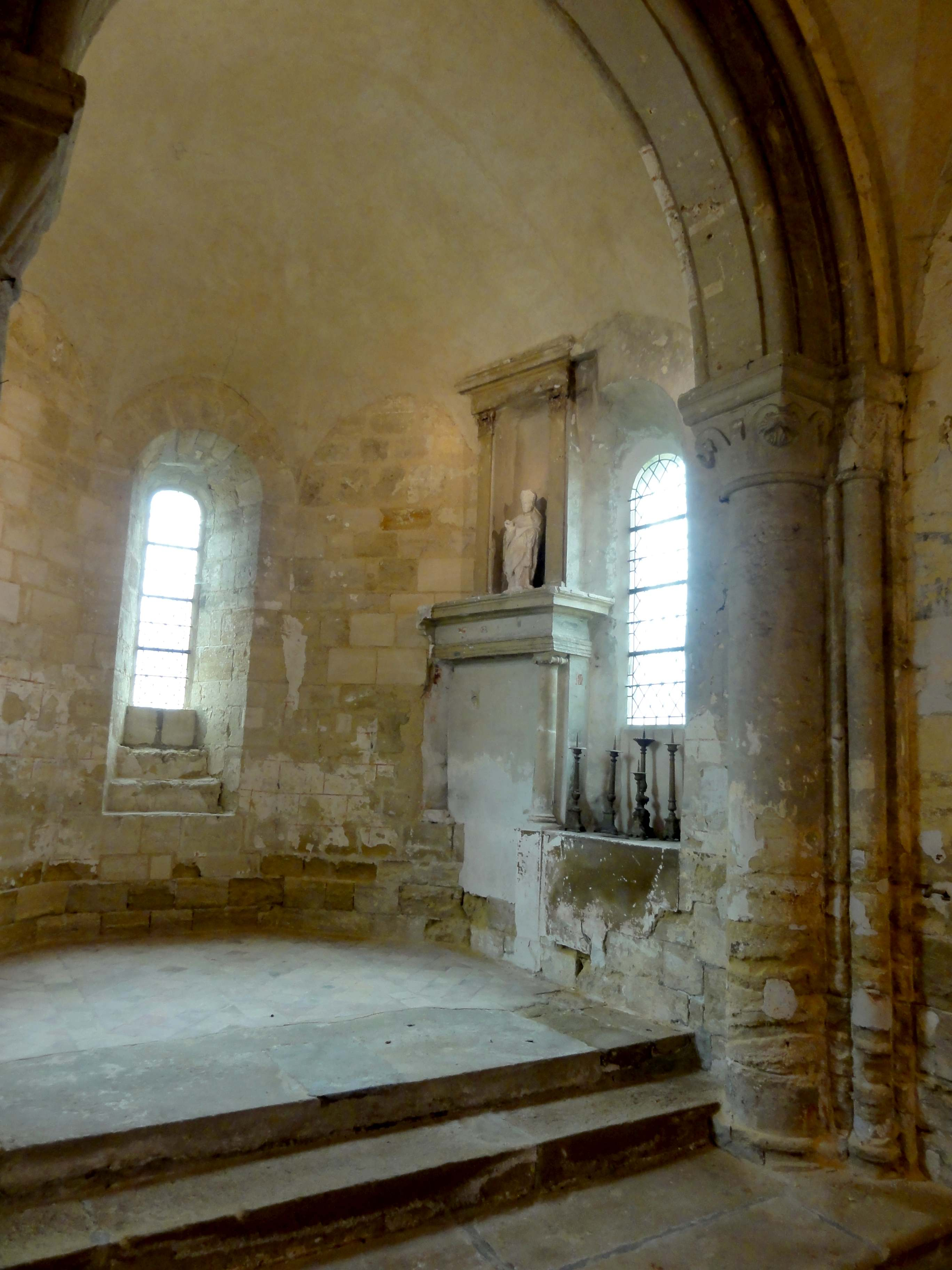
Vue vers le sud-est.
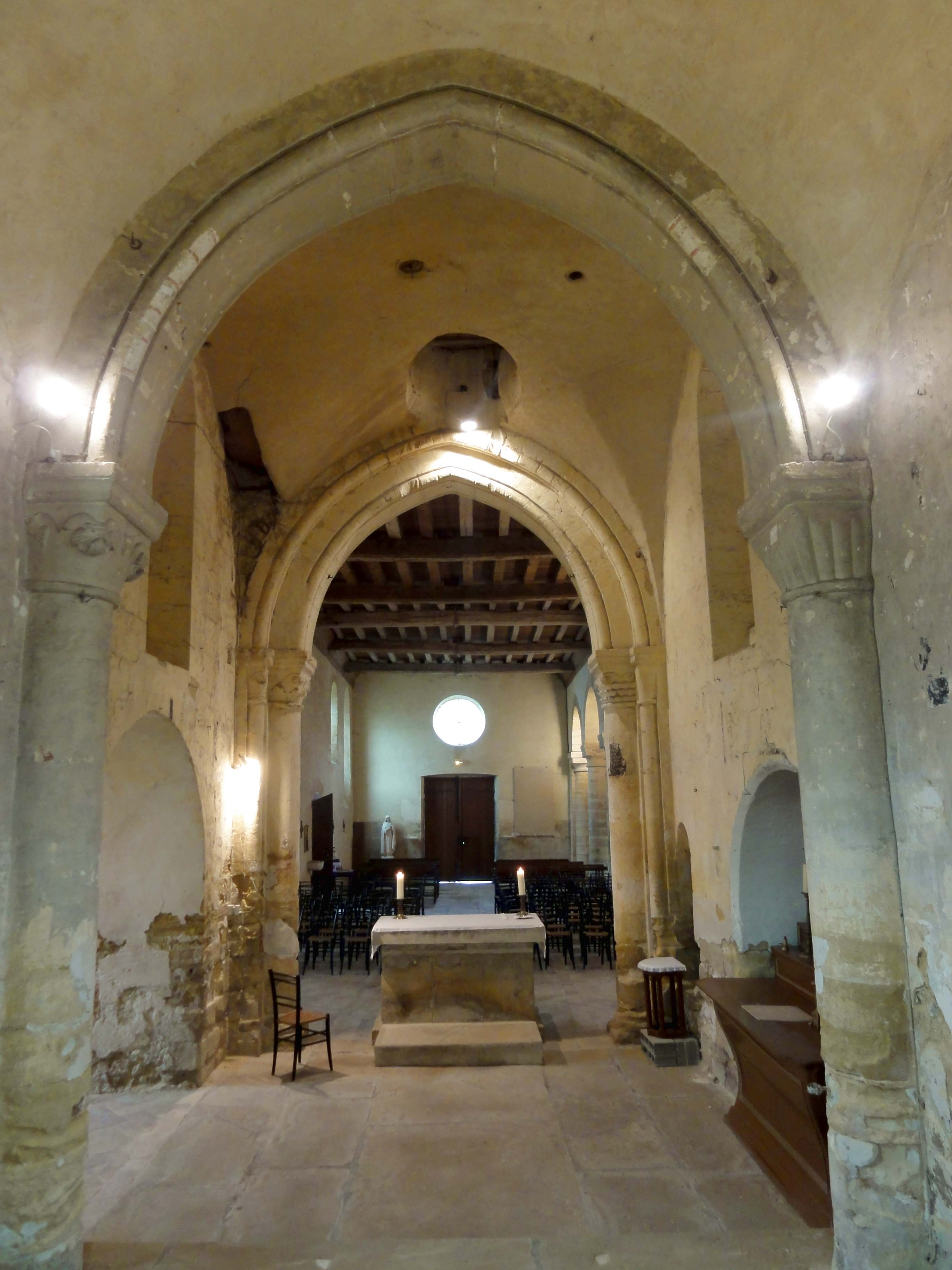
Vue vers l'ouest.
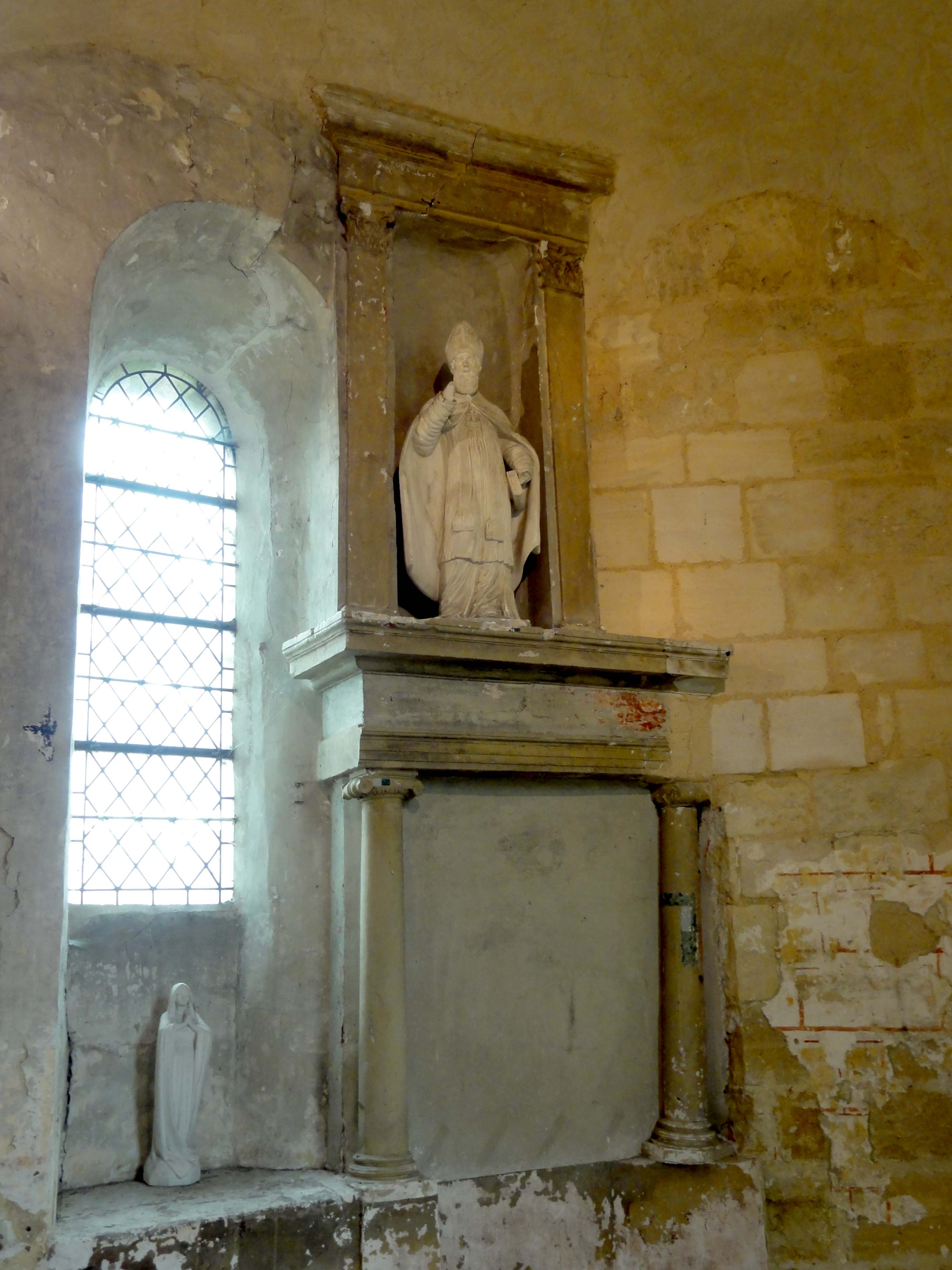
Retable de gauche.
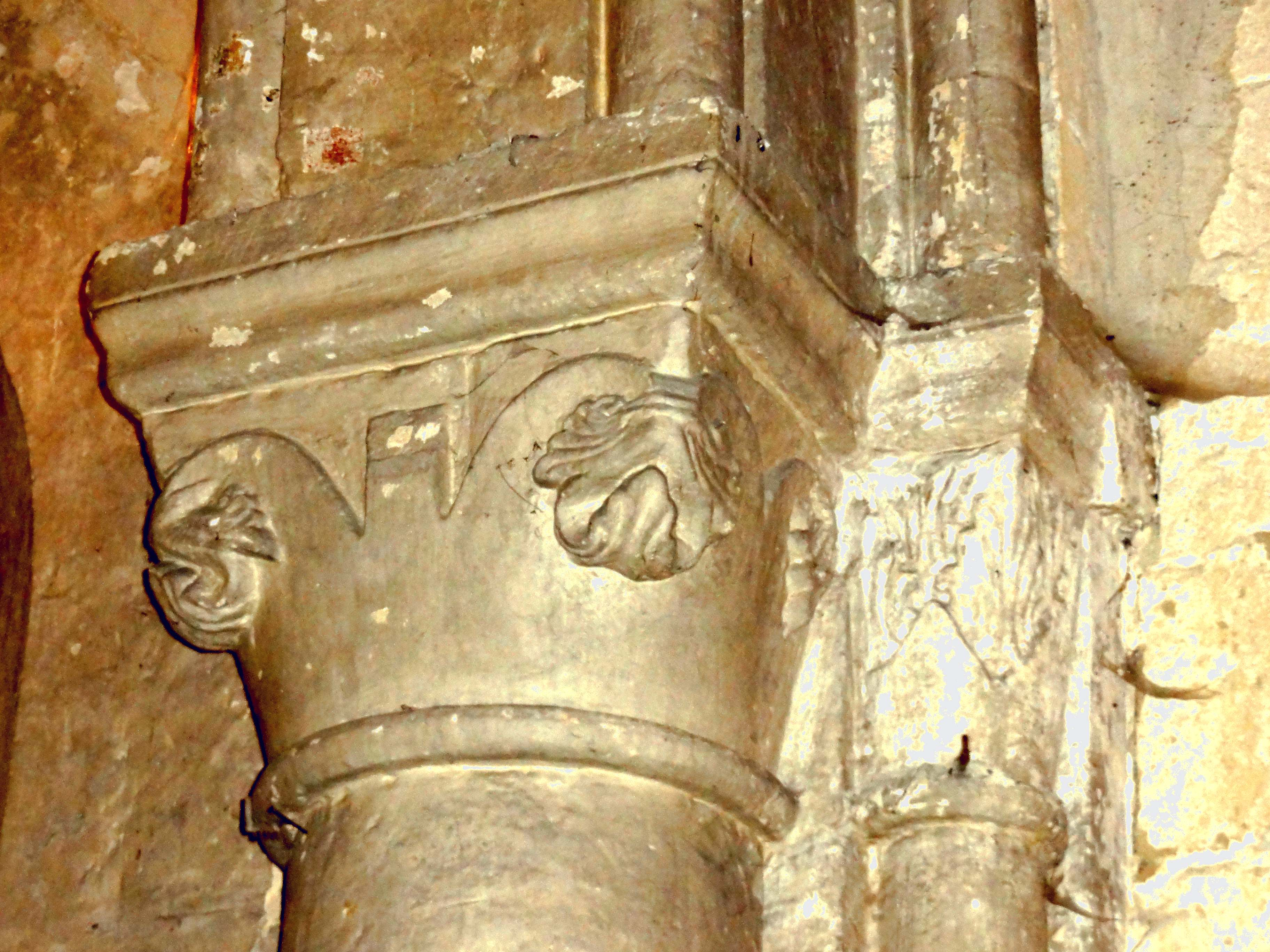
Chapiteaux côté sud.

#### Chapelle seigneuriale

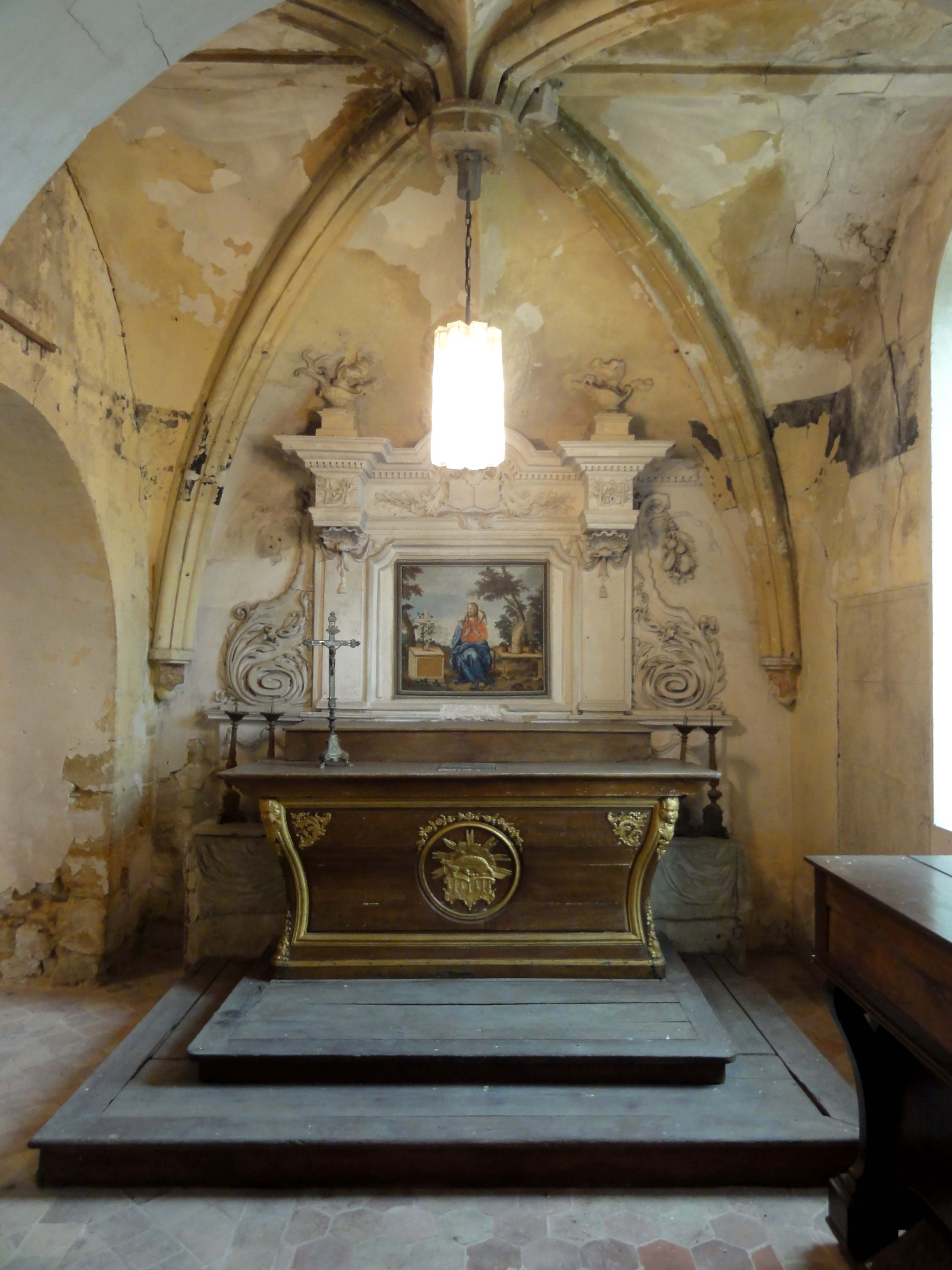
Chapelle, vue vers l'est.

La chapelle seigneuriale de la famille Vion occupe l'emplacement habituel du croisillon sud. Depuis le bas-côté sud et depuis la base du clocher, elle s'ouvre par des arcades en cintre surbaissé très basses. Ces arcades ne sont pas moulurées, et à arêtes vives. Elles sont en outre dépourvues de supports, et portent tous les caractéristiques d'arcades ouvertes après coup dans des murs existants. Avant la construction de la chapelle au XVIe siècle, l'église Saint-Nicolas était donc dans le cas de posséder une nef accompagnée de bas-côtés, mais un chœur sans collatéraux ou chapelles latérales, ce qui est très rare. Au-dessus de l'arcade vers la base du clocher, l'ébrasement de la fenêtre au sud de celle-ci est également visible. Bien que très basse, la chapelle est néanmoins un peu plus élevée que ses deux arcades, mais les quatre culs-de-lampe de sa voûte sont implantés au même niveau que les impostes des arcades, et la partie supérieure de la fenêtre en plein cintre qui éclaire la chapelle depuis le sud empiète sur la voûte. Pour cette raison, une lucarne a dû être aménagée dans la toiture pour la partie supérieure de la fenêtre. L'on note par ailleurs que les murs gouttereaux du bas-côté et de la chapelle ont la même hauteur, et que les deux parties sont recouvertes par un même toit en appentis. La chapelle se veut donc discrète depuis l'extérieur. À l'intérieur, elle abrite l'élément du mobilier le plus impressionnant de l'église, un retable de style baroque (voir le chapitre Mobilier). Une grande dalle calcaire du sol ferme l'accès au caveau seigneurial.
Comme fréquemment après la guerre de Cent Ans, des écussons sont intégrés dans l'architecture. Souvent, ils ornent les clés de voûte ; ici, ils garnissent les culs-de-lampe. Disposés obliquement, face aux ogives, ils sont dépourvus de tout décor sculpté, et leurs tailloirs sont deux simples tablettes octogonales empilées. La sécheresse de la modénature évoque davantage le XIVe ou XVe siècle que le XVIe siècle, tandis que des arcades en plein cintre ne sont pas concevables à cette époque, mais seulement à partir des années 1540. La tablette supérieure est peinte en blanc et porte une inscription, qui est presque totalement effacée, sauf au sud-est. Des blasons sont peints sur les écussons, eux aussi en partie effacés, sans doute volontairement à la Révolution. Chacun des tailloirs reçoit une épaisse ogive au profil d'un méplat entre deux tores, ce qui évoque la première période gothique. Les voûtes d'ogives romanes de Hardricourt et Limay accusent ce même profil. Son emploi au XVIe siècle serait une totale exception. À la clé de voûte, les nervures se détachent du plafond et se recourbent, et retombent sur un disque arborant un écusson, où est peint le monogramme I.H.S.. Ne sont pas concernées les deux liernes des voûtains nord et sud. En leur place, les deux autres voûtains présentent une arête en leur milieu, ce qui est un trait totalement étrange aux voûtes d'ogives conventionnelles.

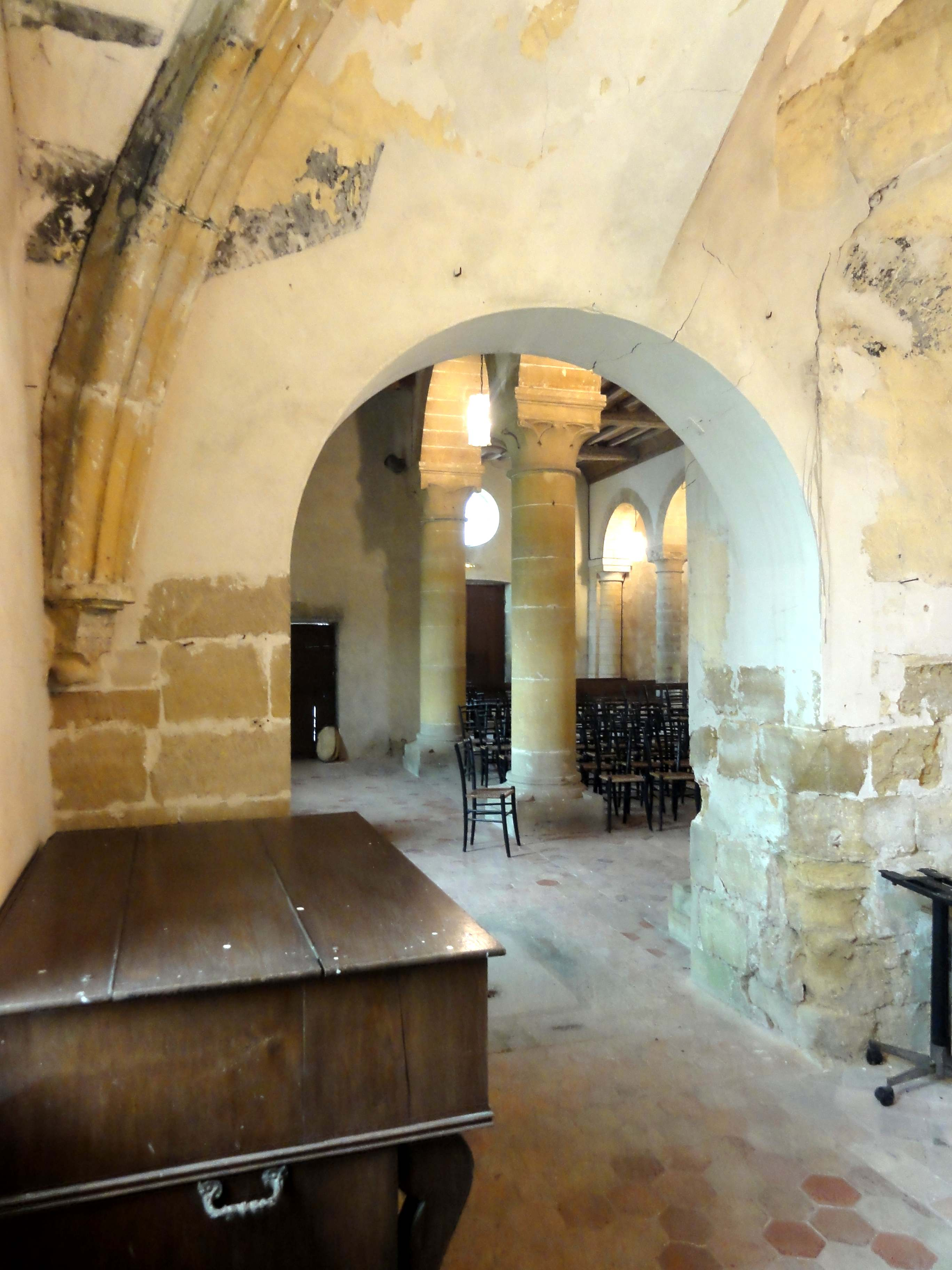
Vue vers l'ouest.
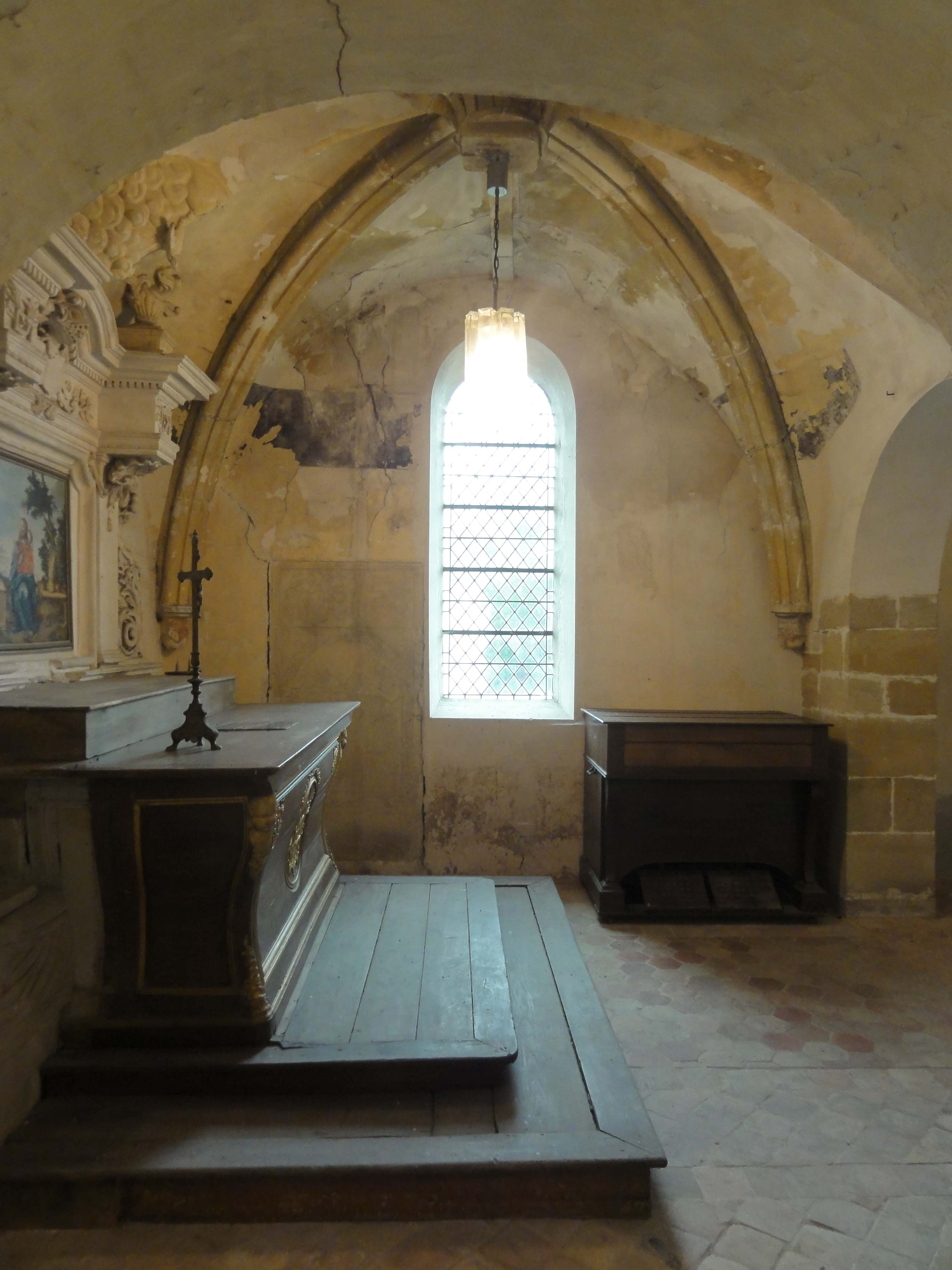
Vue vers le sud.
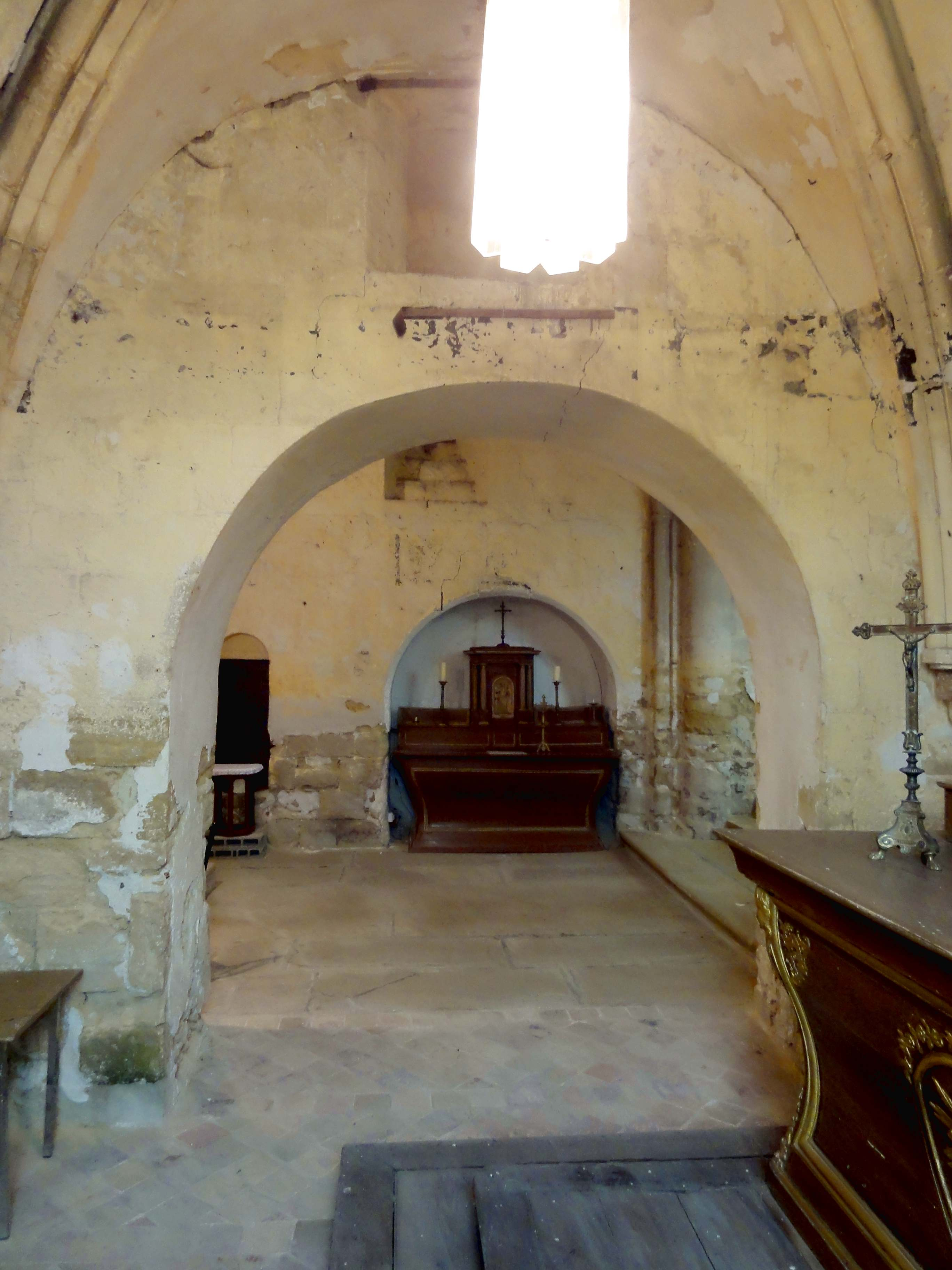
Vue vers le nord.
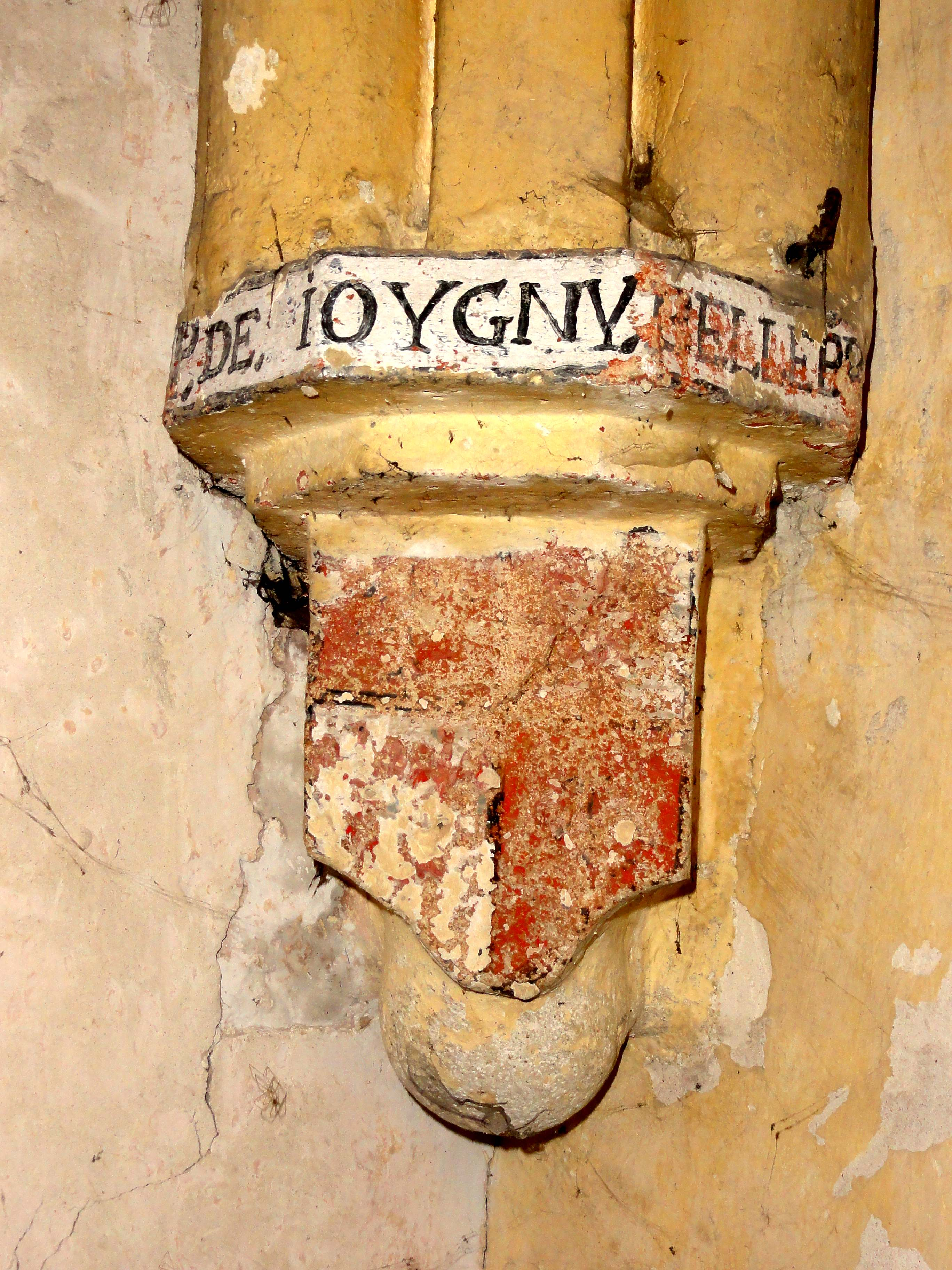
Cul-de-lampe.
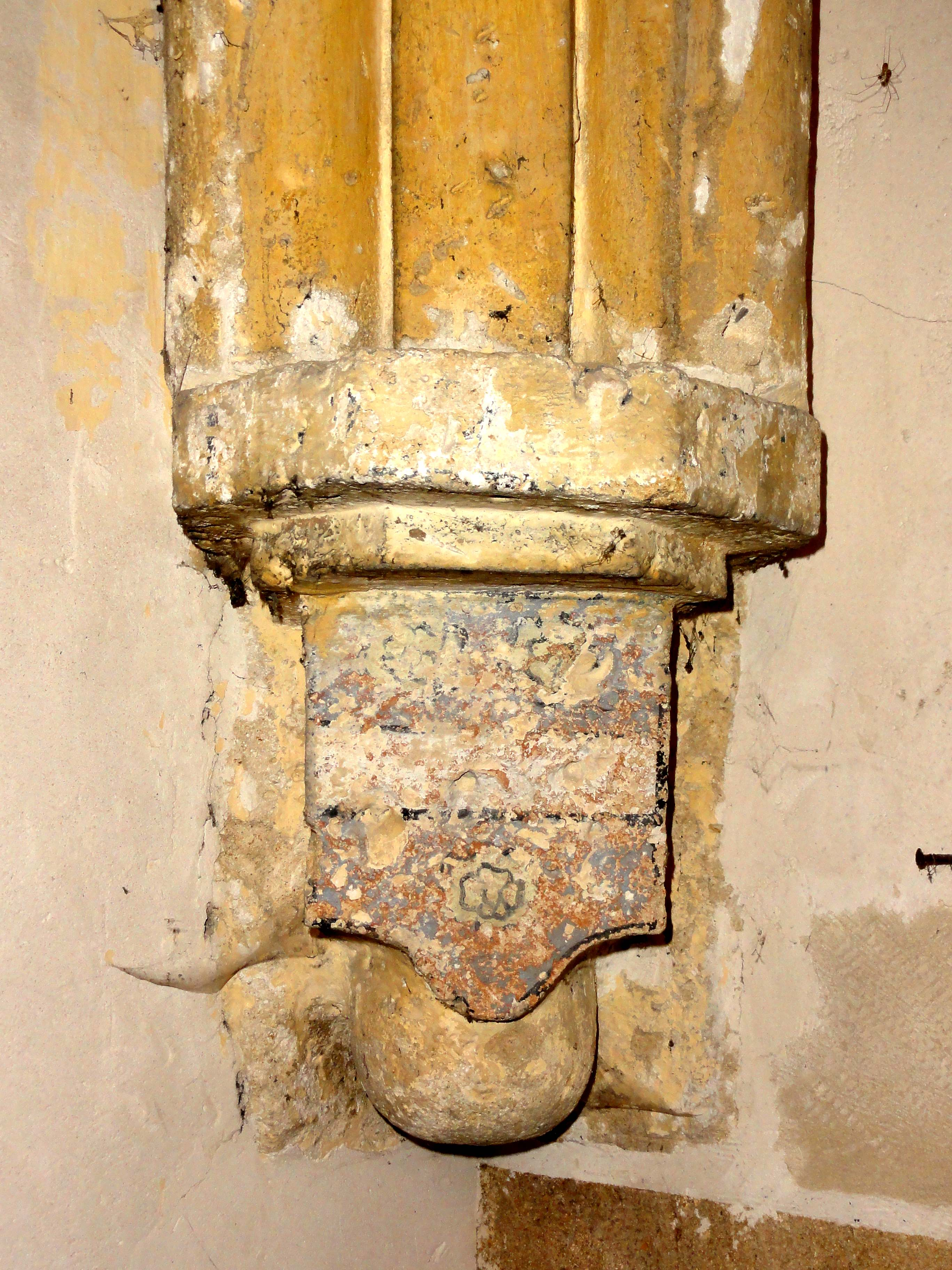
Cul-de-lampe.
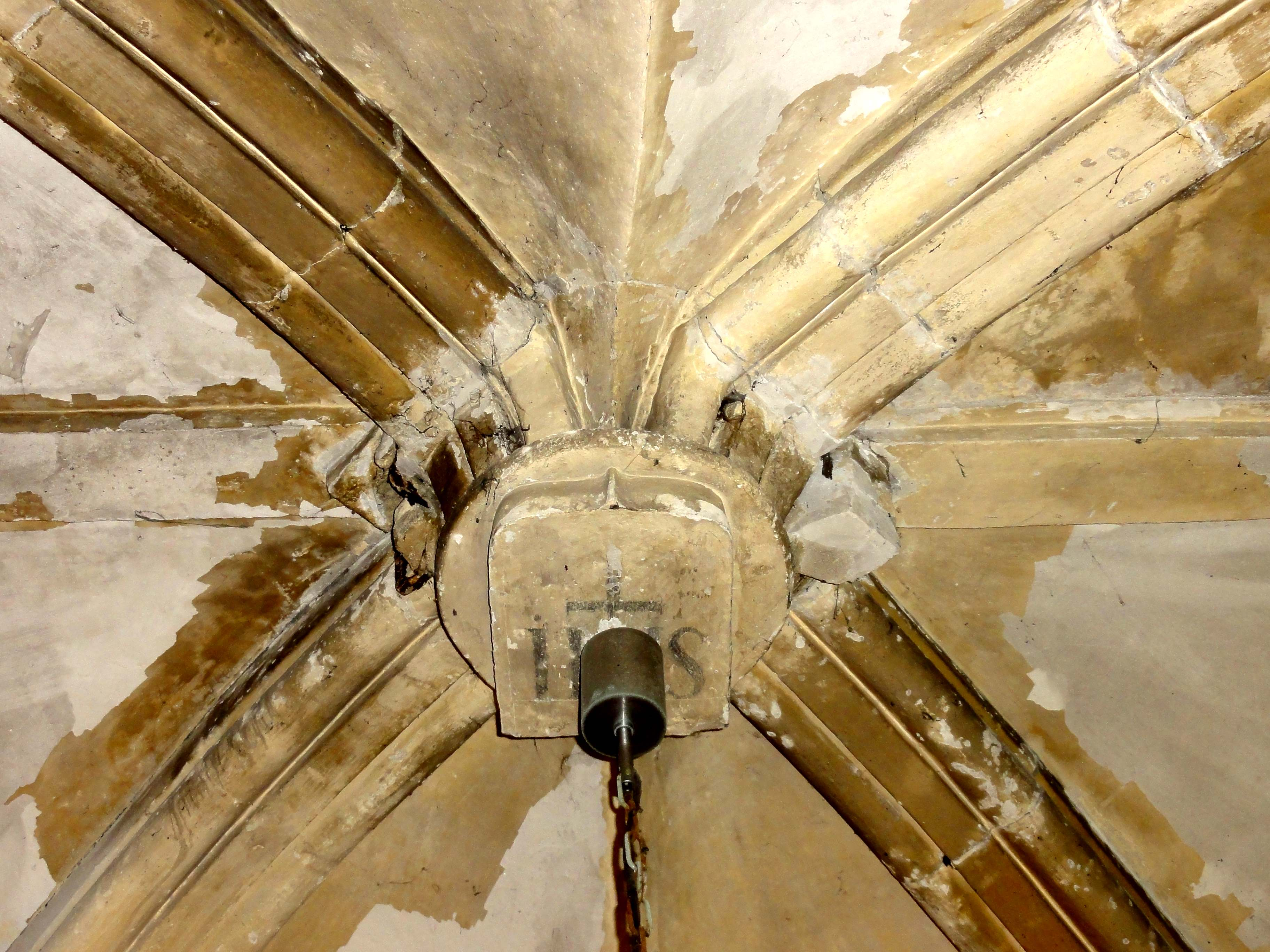
Clé de voûte.

### Extérieur

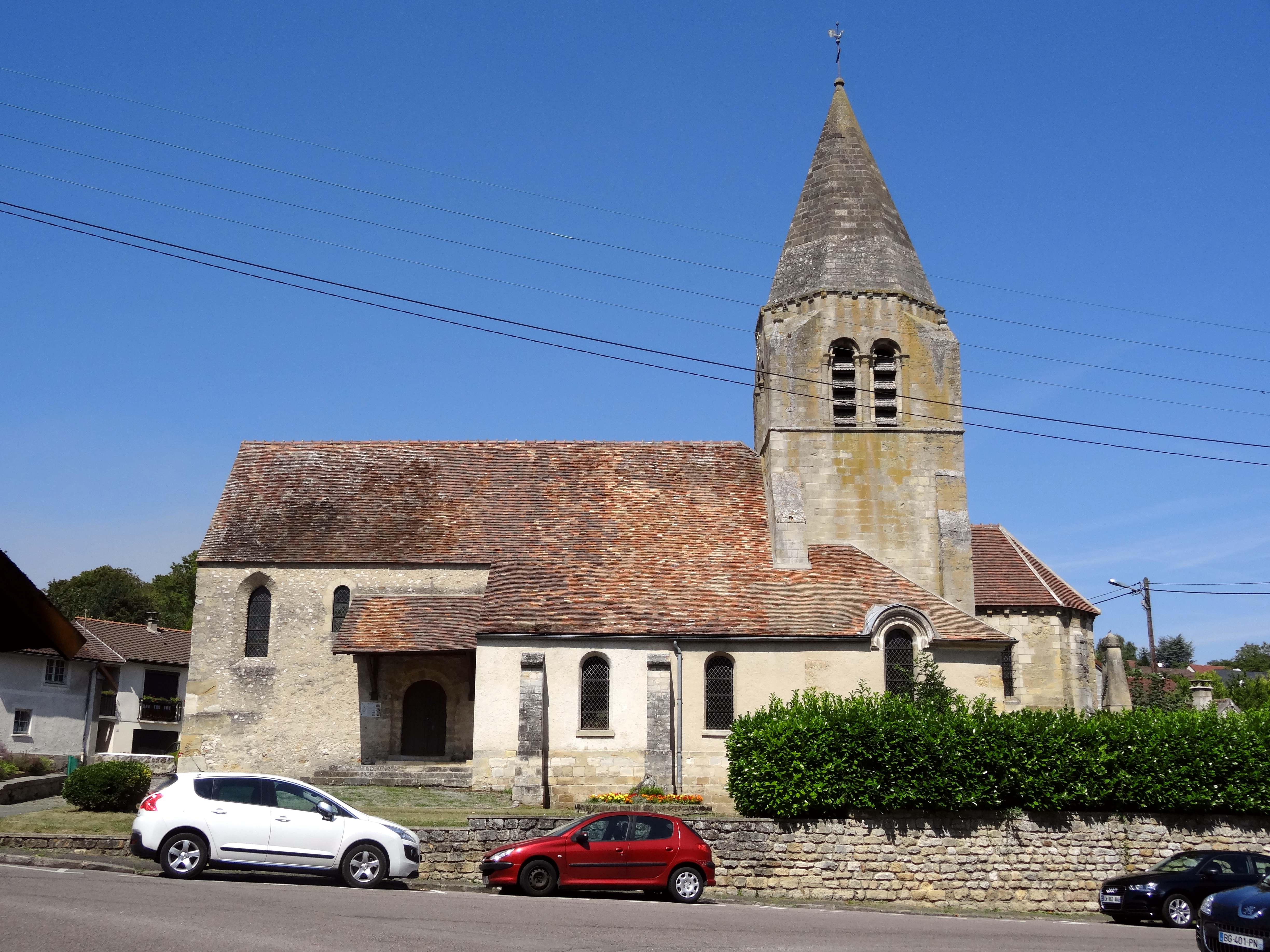
Vue depuis le sud.

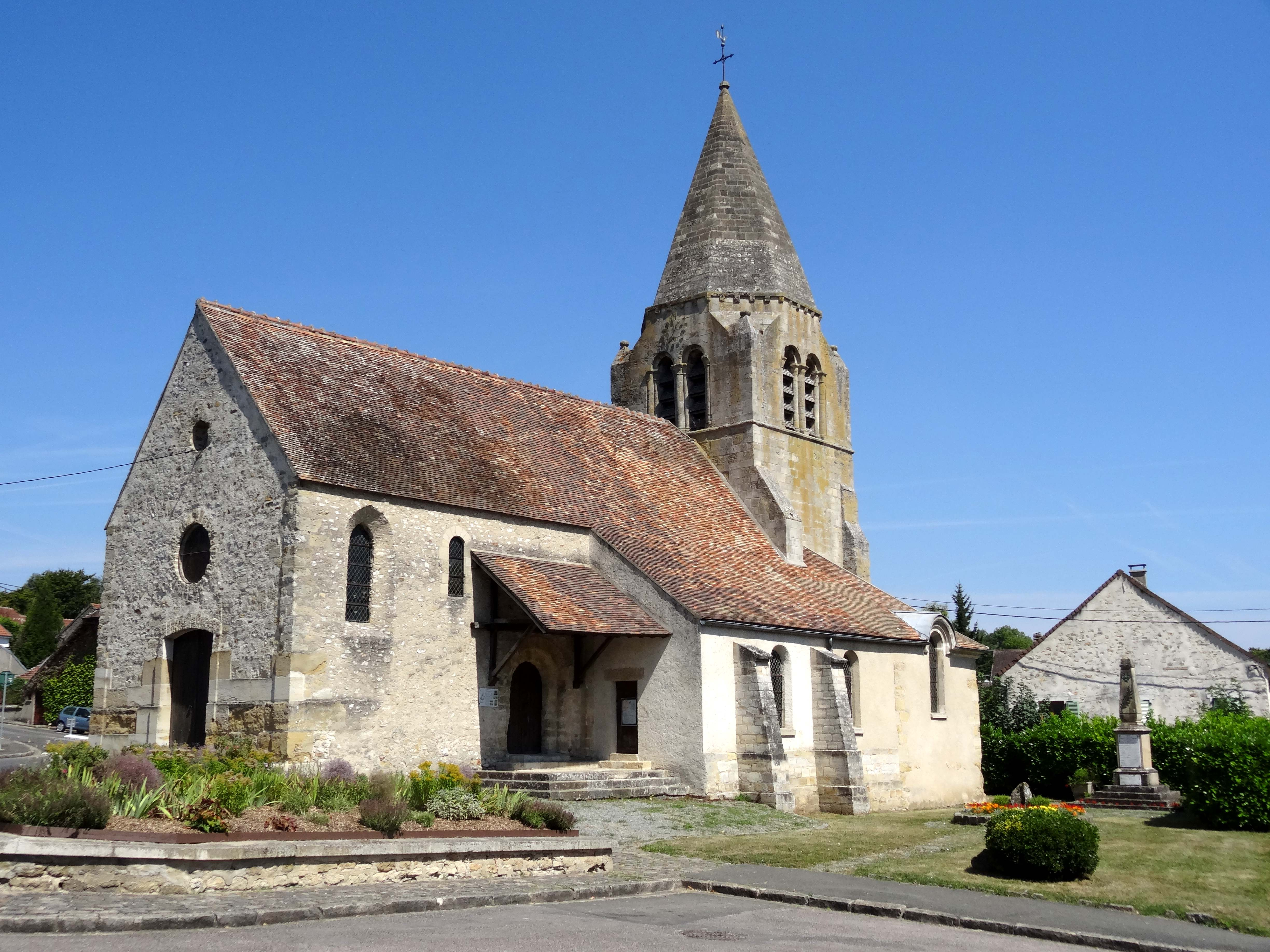
Vue depuis le sud-ouest.

Comme l'écrit Bernard Duhamel, « en dehors du clocher et du chœur, l'extérieur de l'église est assez décevant ». La façade et les élévations latérales des bas-côtés ont en effet été remaniées à la période moderne, et perdu tout caractère. Tout ce qui reste authentique sont les deux baies du mur méridional de la nef. La lancette gothique au début du mur a été percé dans le mur roman en blocage, et son pourtour n'est pas appareillé. Ce détail en fait un spécimen assez unique. La fenêtre romane dans la travée suivante a le pourtour soigneusement appareillée, et se caractérise par l'absence d'ébrasement extérieur. Il est la règle à partir du début du XIIe siècle. Le clocher et l'abside sont appareillés en pierre de taille. Sur l'abside, l'on peut seulement signaler les contreforts qui épaulent les deux pans obliques en leur milieu, et la corniche constituée de petites arcatures en plein cintre regroupées deux par deux, ce qui semble être une version simplifiée de la corniche beauvaisine (où il y a une arcature plus grande au-dessus de deux petites arcatures, et généralement des modillons sculptés).
Le premier étage du clocher, au-dessus de sa base, est uniquement destiné à donner assez de hauteur à l'étage de beffroi, et ses murs sont entièrement nus. Des contreforts n'existent qu'au nord et au sud, ce que l'on peut également constater à Hardricourt. Ces faces étaient destinées à rester libres. Les contreforts sont fortement saillants, et ont apparemment été remaniés, car ils n'affichent pas tous la même silhouette. Ils s'amortissent par un glacis cinq assises en dessous du tore qui marque le début de l'étage de beffroi. Celui-ci est ajouré de deux baies en plein cintre géminées par face. Elles s'ouvrent sous une double archivolte non moulurée, à arêtes vives, et entre quatre colonnettes appareillées. La colonnette médiane devant le trumeau est partagée par les deux baies voisines. Les tailloirs se résument à une tablette biseautée, et les chapiteaux sont simplement épannelés, sans aucune sculpture. Il y a toutefois des bases moulurées, mais aucune autre forme d'ornement. Cet étage manque singulièrement de grâce. Cette impression est renforcée par la façon maladroite dont l'architecte ordonna la transition du plan carré de la tour vers le plan octogonal de la flèche de pierre. Normalement, cette transition s'opère, à l'extérieur, seulement au-dessus de la corniche. Ici, quatre plans inclinés triangulaires existent en haut de l'étage, deux assises en dessous de la corniche. Les autres architectes y placent des cônes ou pyramidons qui cantonnent la flèche principale. En bas de chaque plan incliné, chacun des angles de la tour est couronné d'un pot à feu sommaire, qui doit être bien postérieur à la construction. La corniche est une tablette reposant sur des modillons frustes ou moulurés. La flèche octogonale est absolument fruste. Bernard Duhamel dit que cette flèche aurait été construite au XIIIe siècle, mais elle pourrait tout aussi bien dater de l'époque des pots à feu, de la façade ou de la chapelle seigneuriale. L'auteur observe aussi que le projet initial devait comporter un étage octogonal supplémentaire, qu'on a omis de construire, comme on l'a fait avec la flèche du clocher octogonal de l'église voisine de Condécourt. À Bouconvillers, l'on trouve cette superposition d'un étage octogonal à un étage carré, que l'on voulut peut-être réaliser à Tessancourt.

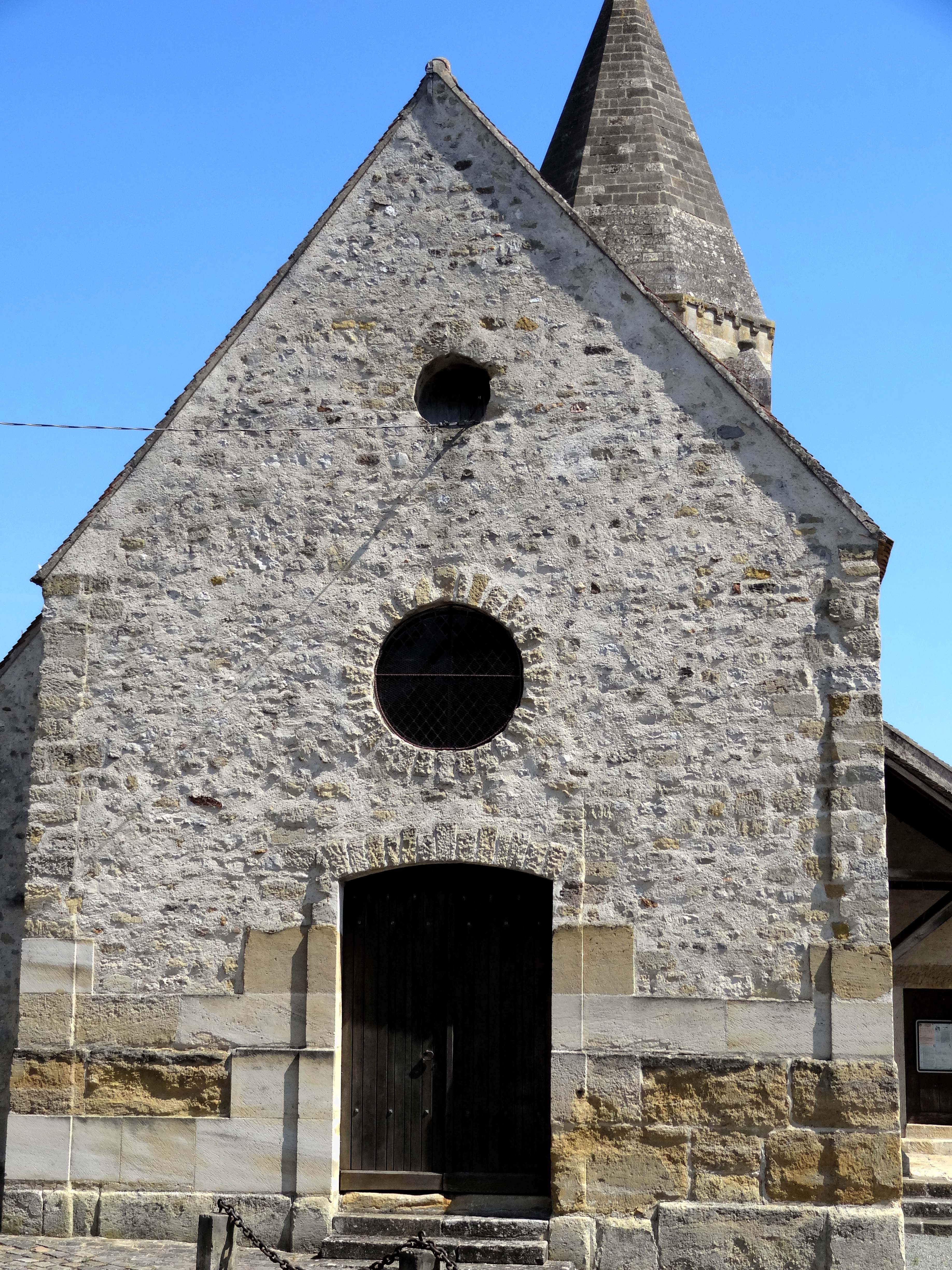
Façade occidentale.
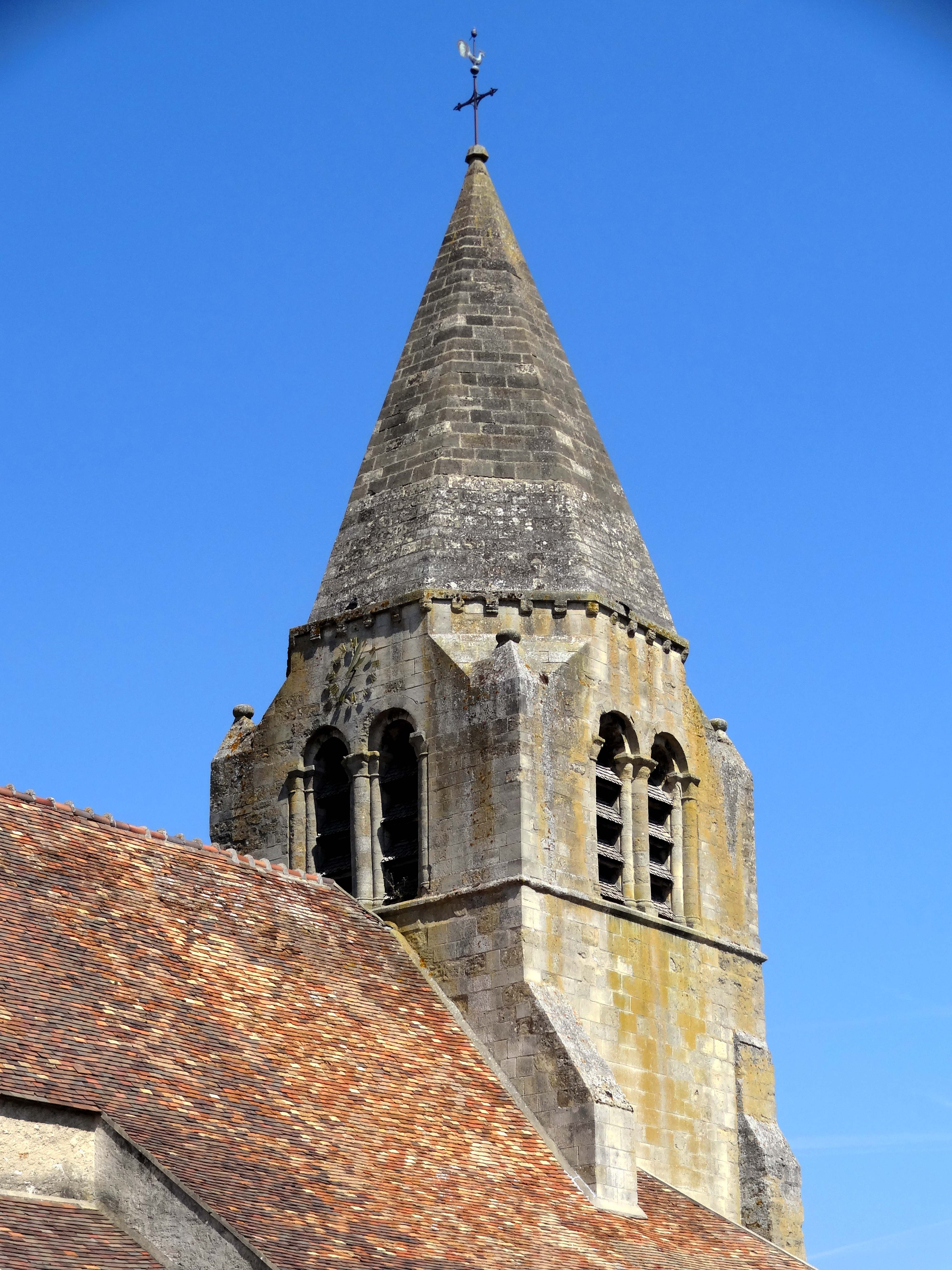
Clocher, côté sud-ouest.
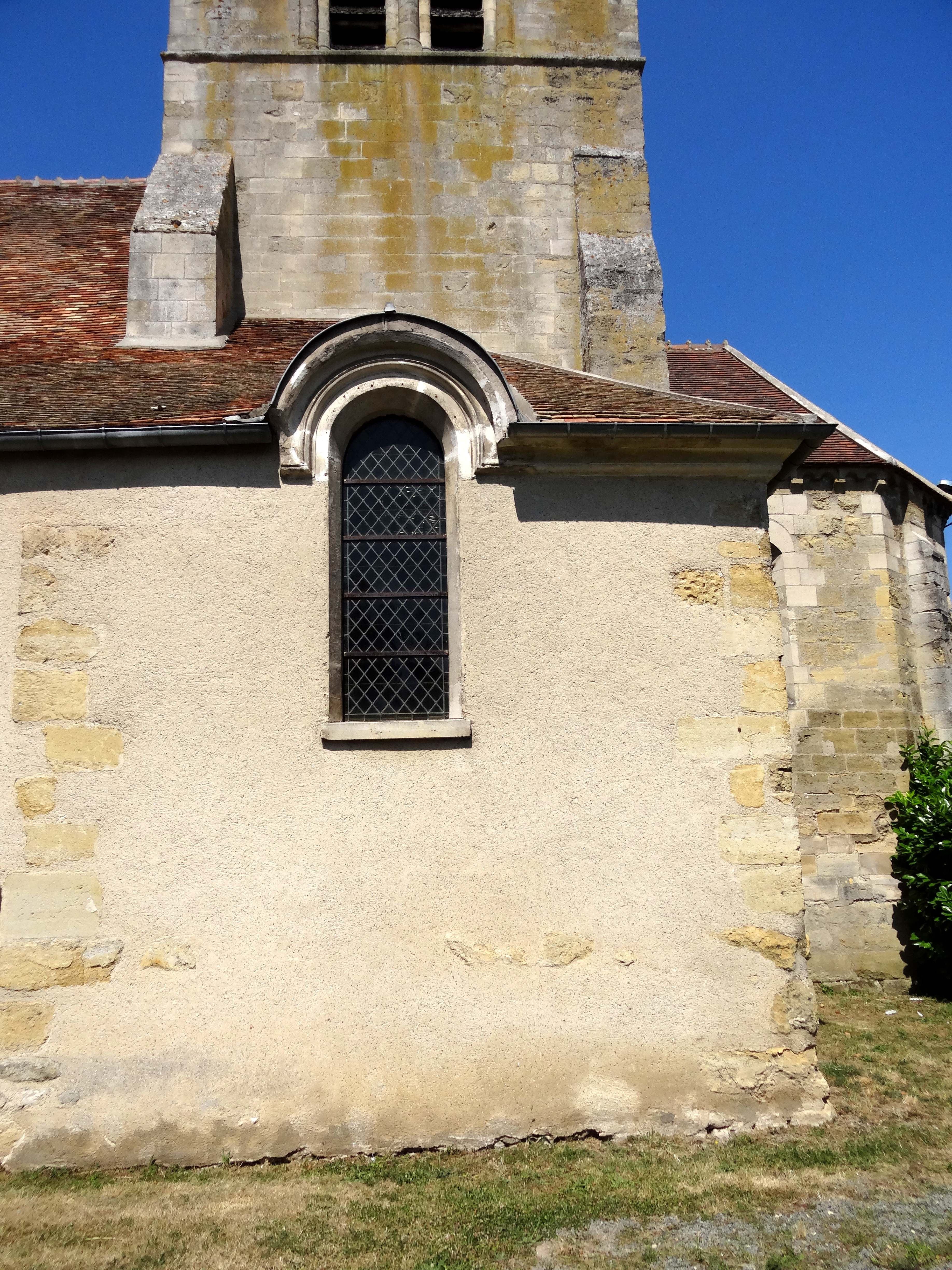
Chapelle seigneuriale.
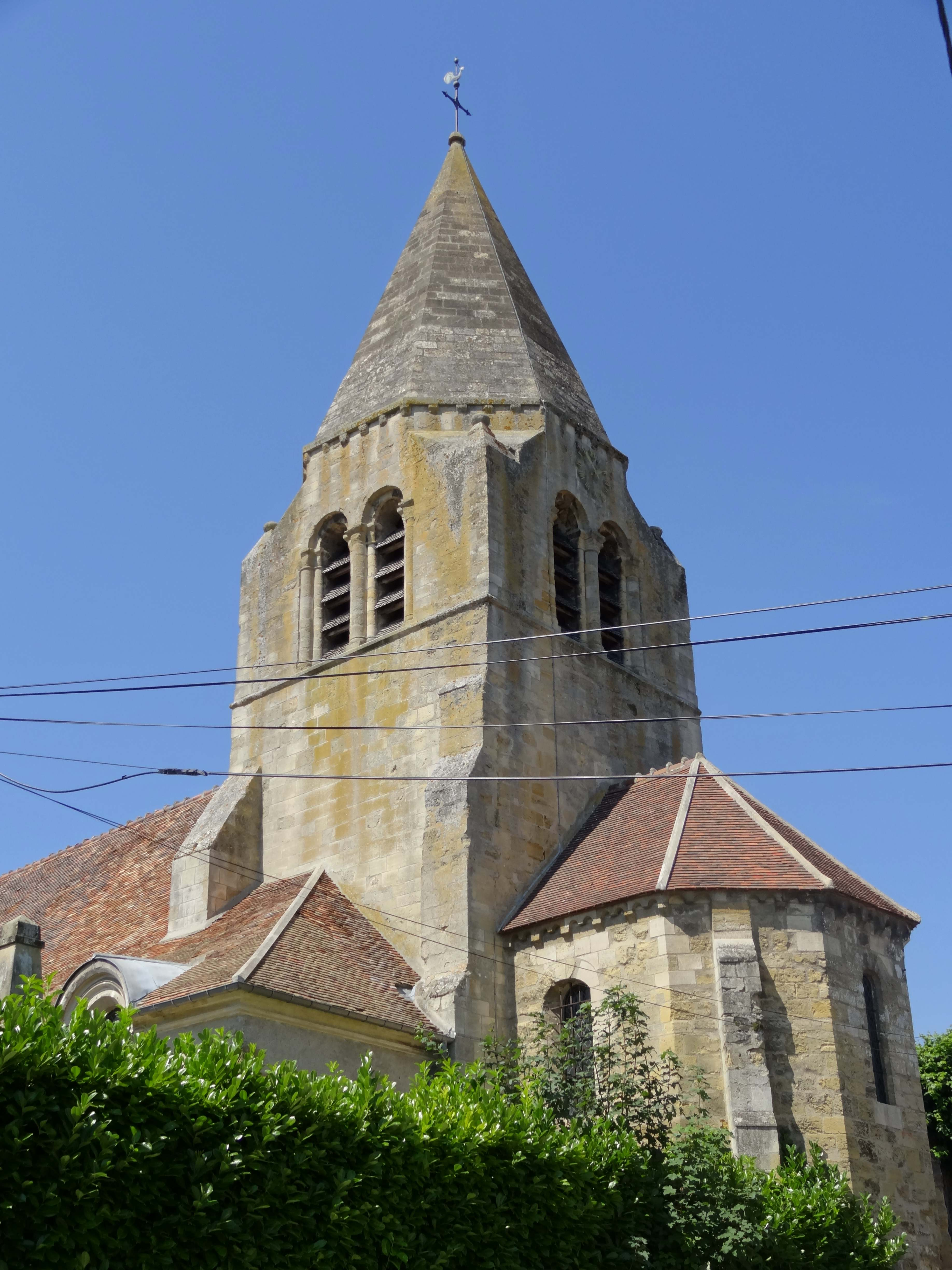
Vue depuis le sud-est.
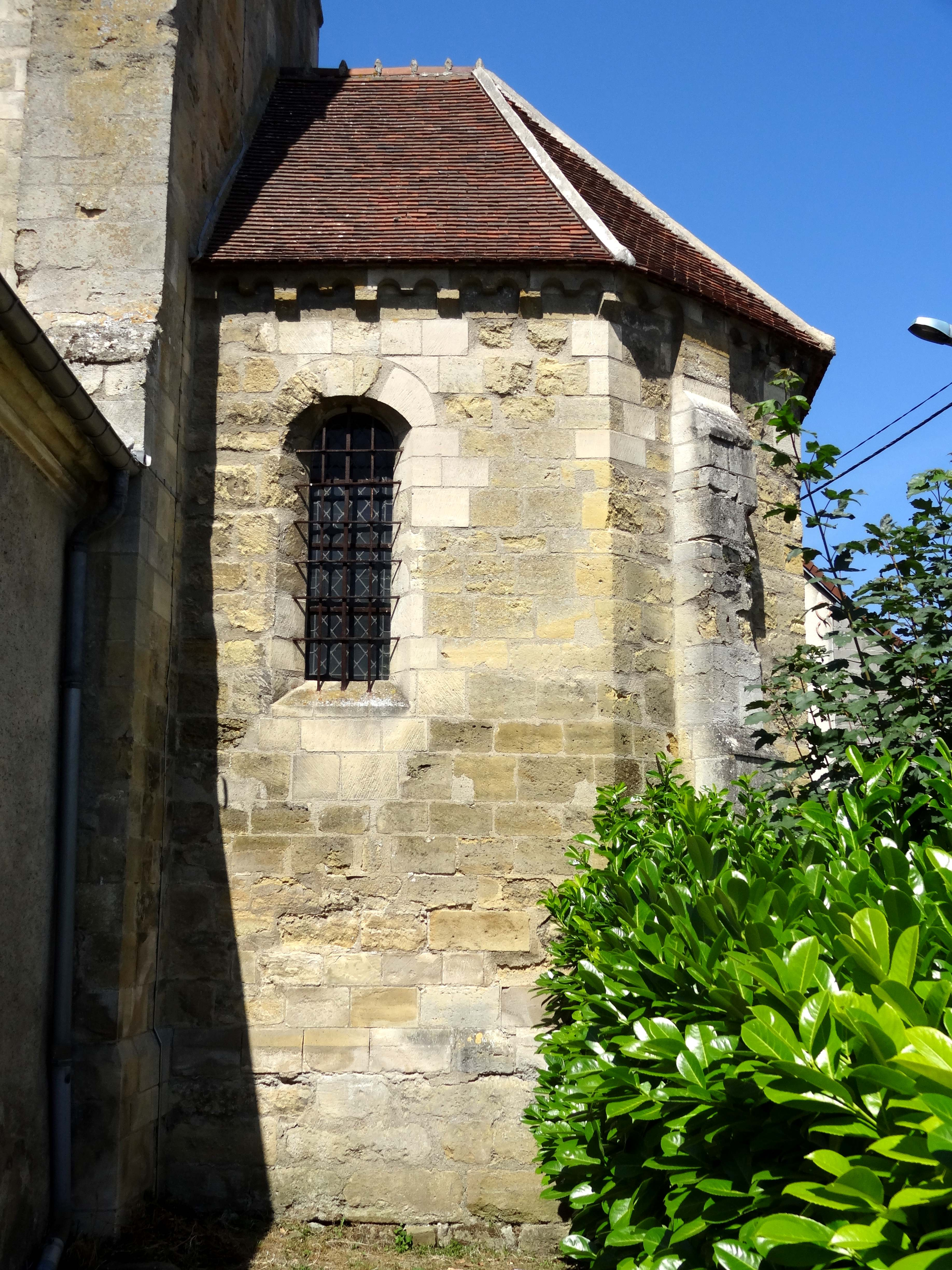
Abside, côté sud.
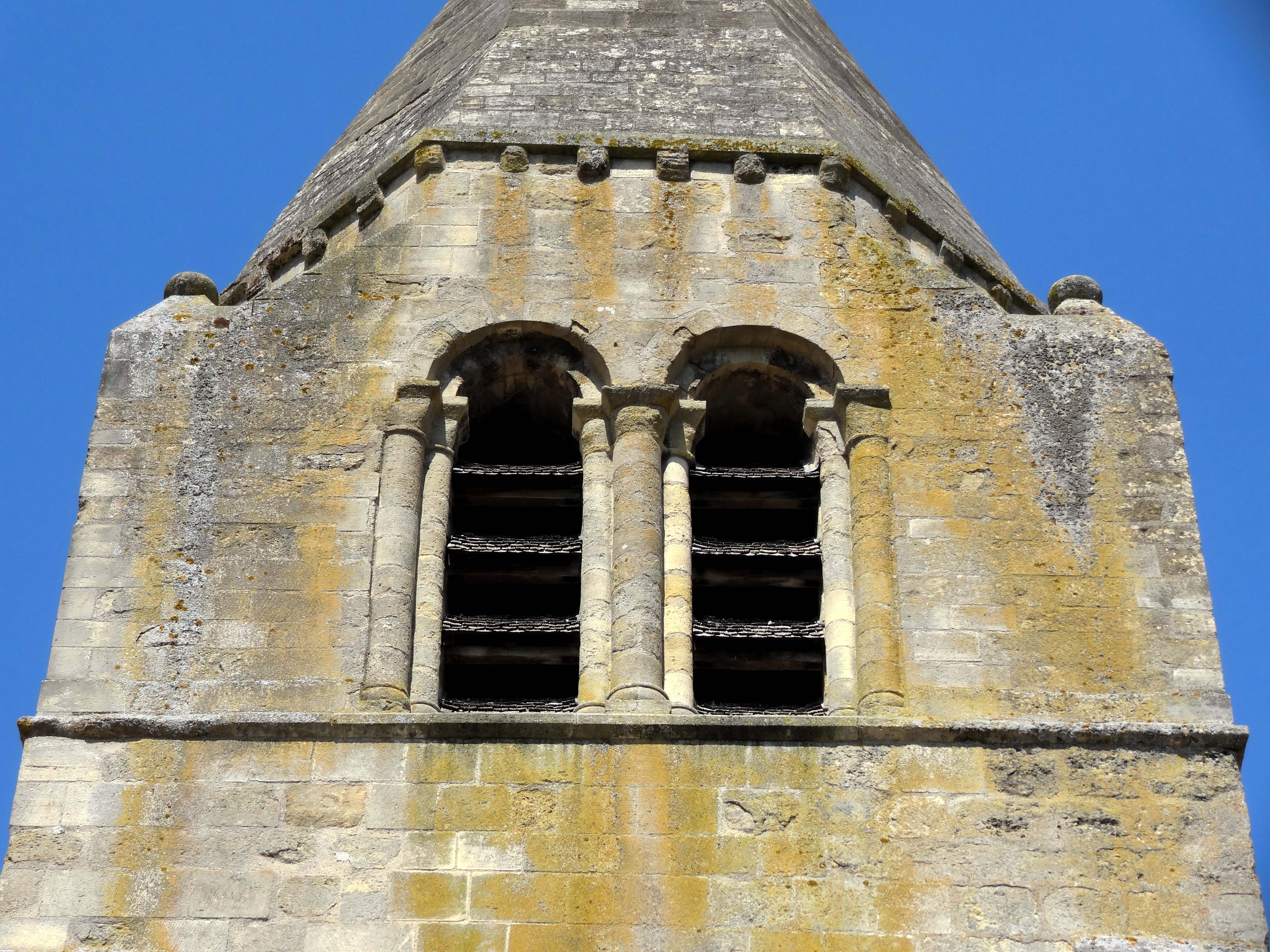
Clocher, étage de beffroi.

## Mobilier

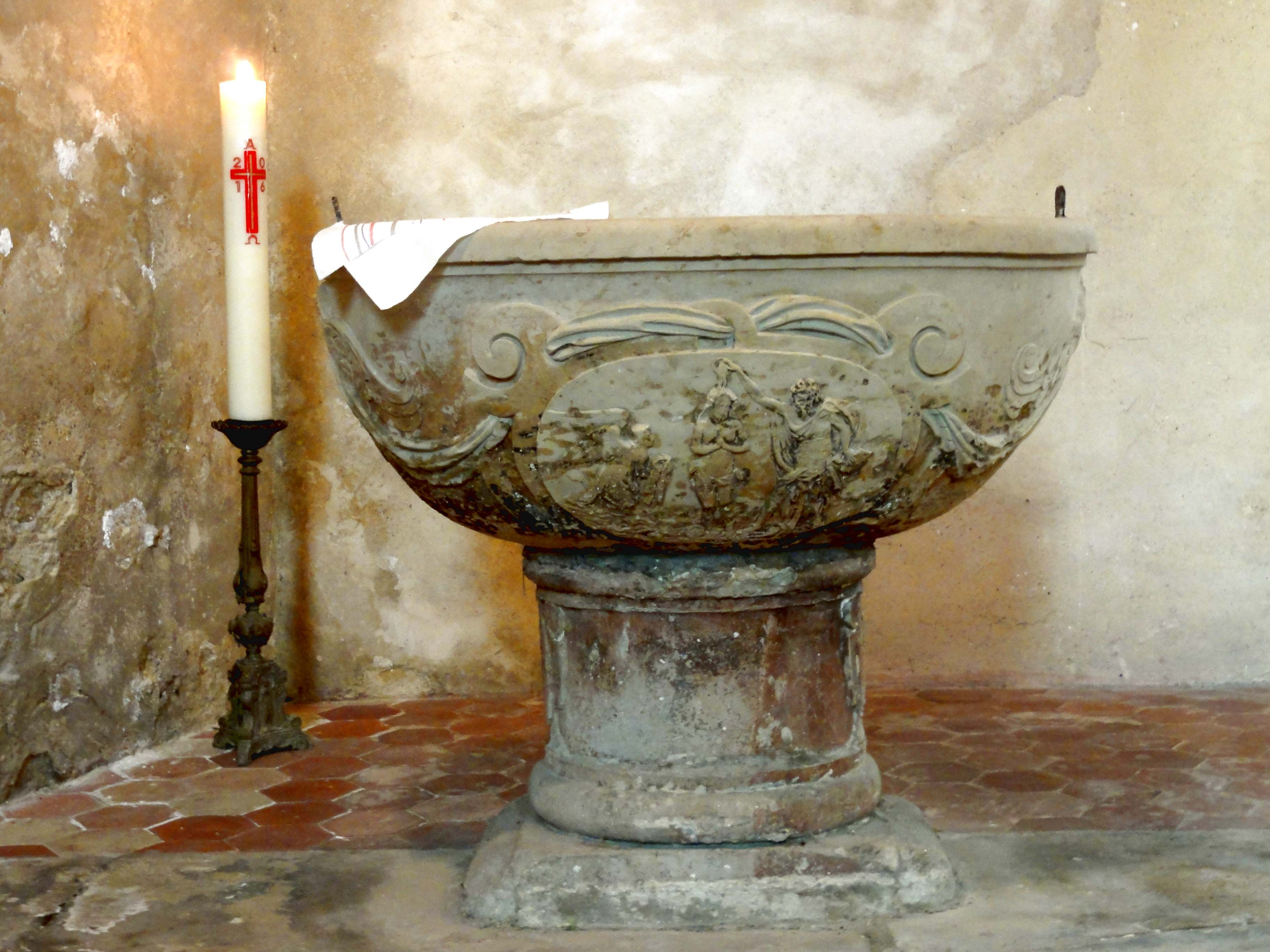
Fonts baptismaux.

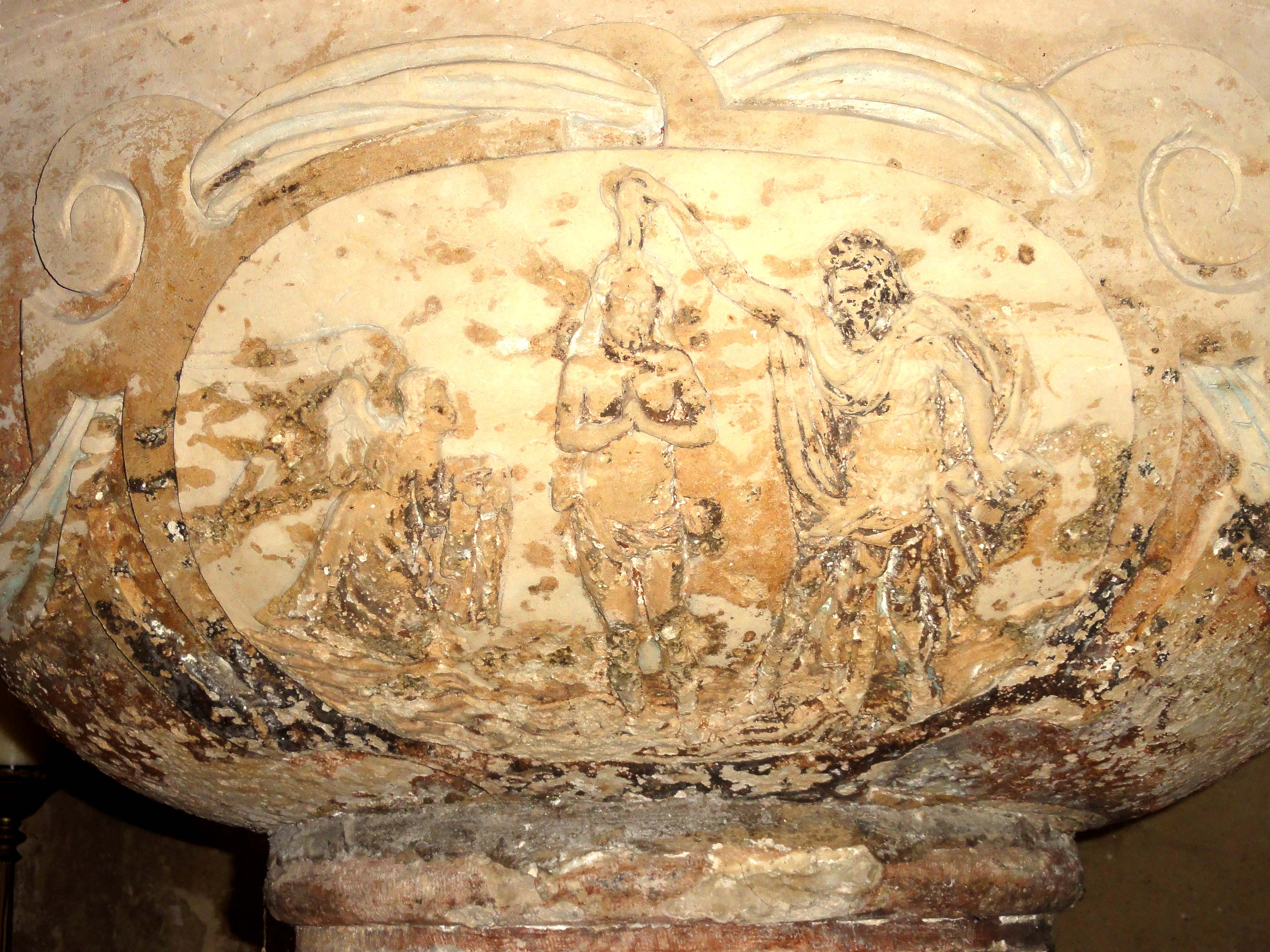
Fonts baptismaux, bas-relief - baptême du Christ.

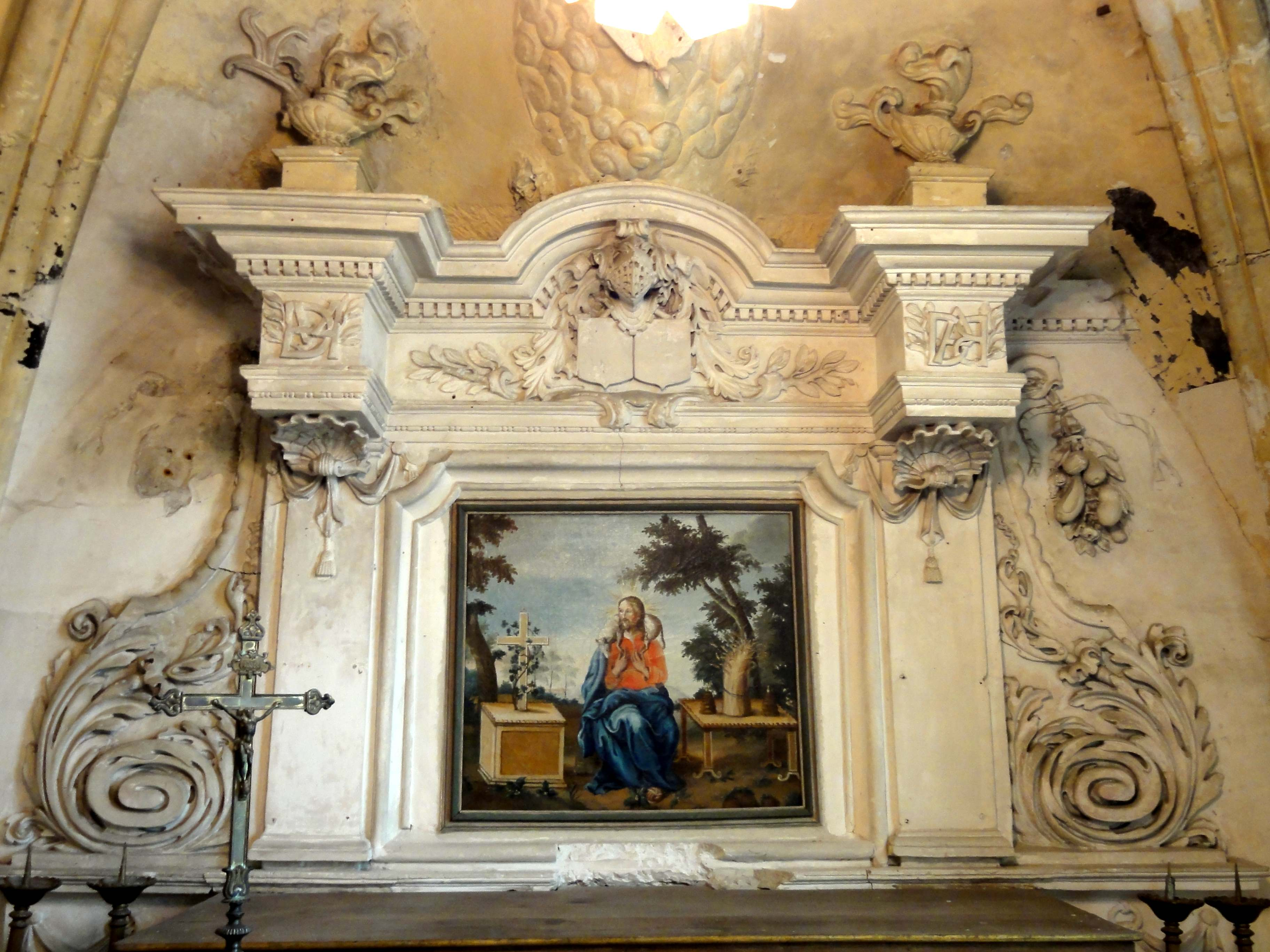
Retable de la chapelle.

Parmi le mobilier de l'église, six éléments sont classés monument historique au titre objet. Ce sont les fonts baptismaux, quatre statues, dont trois représentent le saint patron de l'église, et une dalle funéraire à effigies gravées.
- Les fonts baptismaux du dernier quart du XVIe siècle sont en pierre taillée, et placés dans la première travée du bas-côté nord. Ils se présentent sous la forme d'une cuve baptismale à infusion placée sur un pied, l'ensemble mesurant 95 cm de hauteur. La cuve, de plan ovale, s'évase du haut vers le bas. Elle est sculptée de motifs en bas-relief, à savoir d'une tête de chérubin flanquée d'ailes déployées au milieu des faces courtes, et d'un médaillon au milieu des faces longues. Celui qui regarde vers le sud affiche la scène du baptême du Christ par saint Jean-Baptiste dans le Jourdain. Le pied, de plan circulaire, est mouluré d'un tore et d'un filet en haut et en bas, et sculpté de deux médaillons aux armes de la famille de Vion. Ce pied est placé sur un petit socle rudimentaire. Le classement des fonts baptismaux remonte à janvier 1905[9].
- La statue de saint Nicolas placée au début du bas-côté sud est en bois peint. Elle est en grandeur nature, et mesure 170 cm de hauteur. La datation est du dernier quart du XVIIIe siècle. Le patron de la paroisse est vêtu d'habits épiscopaux, et la tête coiffée de la mitre. Comme particularité, il porte une moustache et une longue barbe séparée en deux. Il a perdu sa crosse épiscopale, et ne conserve qu'un seul de ses attributs, la bourse, qu'il tient dans sa main gauche. Le traitement des drapés est remarquable, et l'on note également la dynamique du mouvement et l'attitude théâtrale. Le baquet contenant les trois enfants assassinés par un boucher qu'il avait ressuscités formaient un groupe séparé, et ont disparu. La statue est badigeonnée de couleur crème. Certains détails sont rehaussés par des dorures. L'œuvre est en mauvais état, et rongée par la vermoulure. Elle est classée depuis mars 1994[10].
- La statue de saint Pierre, également dans le bas-côté sud, est de la même facture que le saint Nicolas ci-dessus, et les deux statues forment un ensemble. Même les habits et les têtes, y compris barbe et moustache, sont largement analogues. La principale différence est que saint Pierre, représenté en premier pape de la Chrétienté, est coiffé de la tiare. En outre, il bénit de la main droite, et a perdu son attribut qu'il portait dans sa main gauche, que ce soit la clé ou le livre[11].
- La statue de saint Nicolas placé sur le coffre au milieu du bas-côté sud est en bois polychrome. Ses dimensions n'ont pas été prises, mais elle est plus petite que les deux autres. Elle porte les caractéristiques du XVIIe siècle, et est de facture naïve. La posture est un peu raide, et les traits semblent figés. Saint Nicolas est vêtu des habits sacerdotaux, porte une étole autour du cou, et est coiffé de la mitre. Il lève la main droite pour bénir, et tient la crosse dans la main gauche. C'est en fait une canne de promeneur rapportée qui remplace la crosse proprement dite. Le baquet avec les trois jeunes enfants, qui était également dissocié de la statue, a disparu lui aussi. Le classement est intervenu en octobre 1963[12].
- La dalle funéraire de François de Vion, seigneur de Tessancourt, mort le 14 mai 1590, et de sa seconde épouse Pernelle de Joigny, morte en 1643, a été redressée contre le mur latéral de la chapelle seigneuriale à la fin du XIXe siècle. L'autel de cette chapelle encombre la perspective sur la dalle, que l'on ne peut contempler dans son intégralité avec suffisamment de recul. Elle est classée depuis novembre 1911, et fait partie des mieux conservées de son genre dans le Vexin. Pierre Coquelle note à son propos : « Un tombier de Tessancourt (1610) [sic] s'est éloigne des chemins battus ; il a fait un essai de réalisme qu'il faut noter, en essayant de représenter les gisants tels qu'ils étaient ; mais il n'a réussi qu'à donner une œuvre assez grotesque »[13].
- Le retable de la chapelle seigneuriale, en stuc et en pierre tendre, date du début du XVIIIe siècle. Il possédait apparemment un autel intégré, dont la partie antérieure a été supprimée pour y placer un autel-tombeau en bois, qui s'accorde mal avec le reste. Le retable est surtout remarquable pour sa sculpture, qui, par manque de place, se continue sur le plafond. Il se compose d'un soubassement sculpté de draperies, qui reste visible à gauche et à droite de l'autel, et sert de support à des chandeliers, et de l'encadrement architecturé du tableau de retable. Ce tableau représente le Bon-Pasteur, assis sur un support caché par ses habits, un jeune agneau faible ou malade autour du cou, au milieu d'un paysage. À gauche, une petite croix hosannière est enlacée d'une vigne (cf. Jn 15,5), et à droite, une gerbe de blé et deux petites ruches sont posées sur une table. De part et d'autre du tableau, l'encadrement se compose d'un pilastre lisse flanqué d'un aileron composée d'un enroulement de feuillages et d'un bouquet de fruits. Grâce à des consoles prenant la forme de coquilles, les pilastres supportent un entablement, dont les segments situés au-dessus des coquilles font saillie, et arborent des monogrammes. Un rang de denticules court sous la corniche, et la section centrale englobe un petit fronton en arc de cercle. Celui-ci sert à mettre en valeur les deux écussons (bûchés à la Révolution) entourés de palmes qui se profilent sur la métope. L'entablement est couronné de deux pots-à-feu, dont les flammes sont plaquées devant le voûtain oriental, et au-dessus du fronton, celui-ci arbore une nuée de laquelle émerge la colombe du Saint-Esprit. Ce retable assez unique dans le Vexin n'est pas protégée au titre des monuments historiques, ce qui devrait s'expliquer par son authenticité douteuse.
- La statuette de saint Nicolas placée dans la niche en haut du retable de droite de l'abside est en pierre, et a perdu sa polychromie sauf quelques traces. Elle mesure 80 cm de hauteur, et date du XVIe siècle. Le saint est également représenté en habit épiscopal, et lève la main droite, mais ce n'est apparemment pas pour bénir, car il ramène ses doigts vers le paume de la main. Cette statue est mutilée : le sommet de la mitre, un bout du nez, la main gauche et les attributs manquent. Le classement de la statue est intervenu en juillet 1964[14]. Il ne faut pas la confondre avec la statue d'un saint évêque en face au nord, qui est plus grande, et non protégée au titre des monuments historiques.

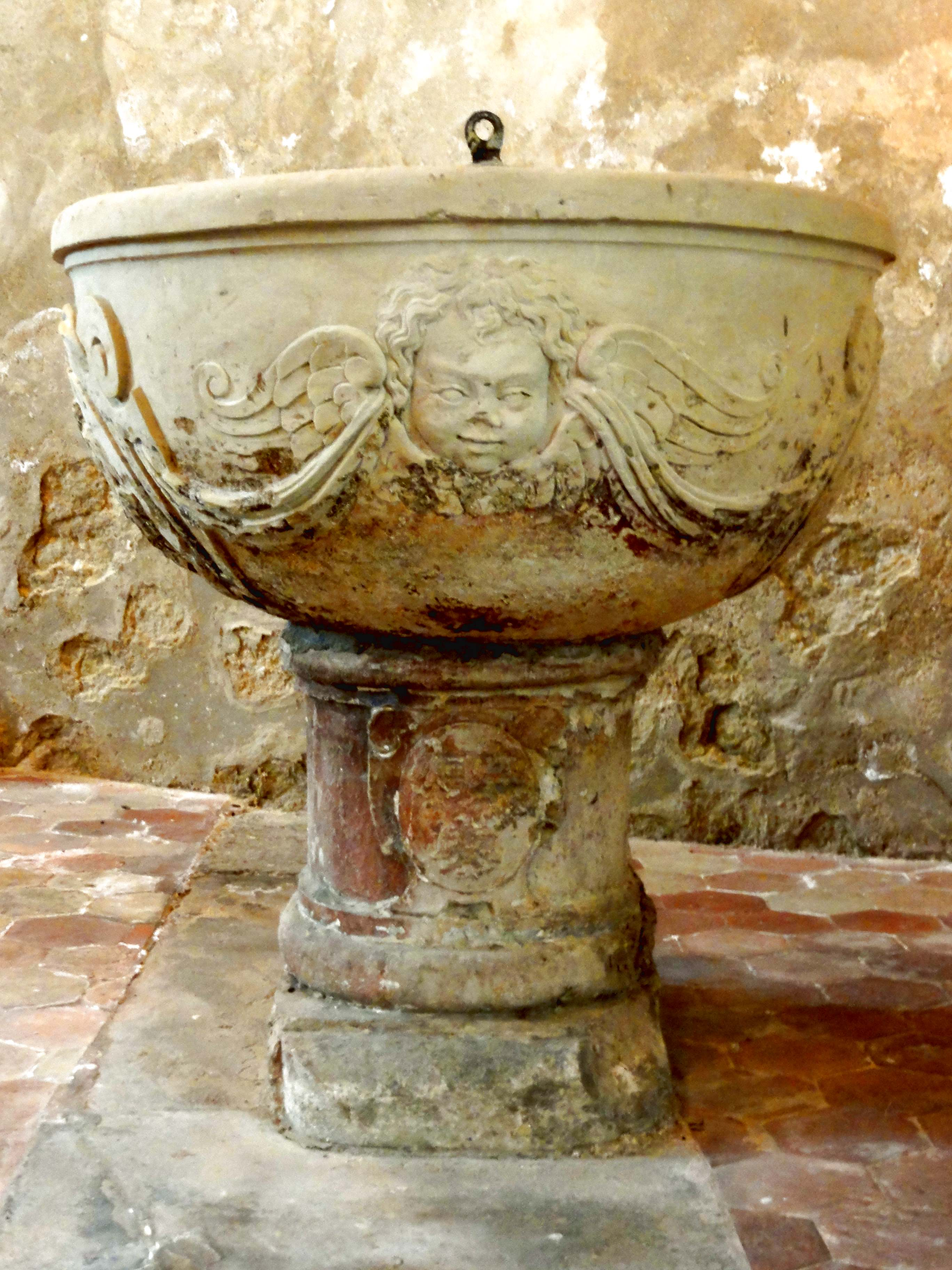
Fonts baptismaux, dernier quart XVIe siècle.
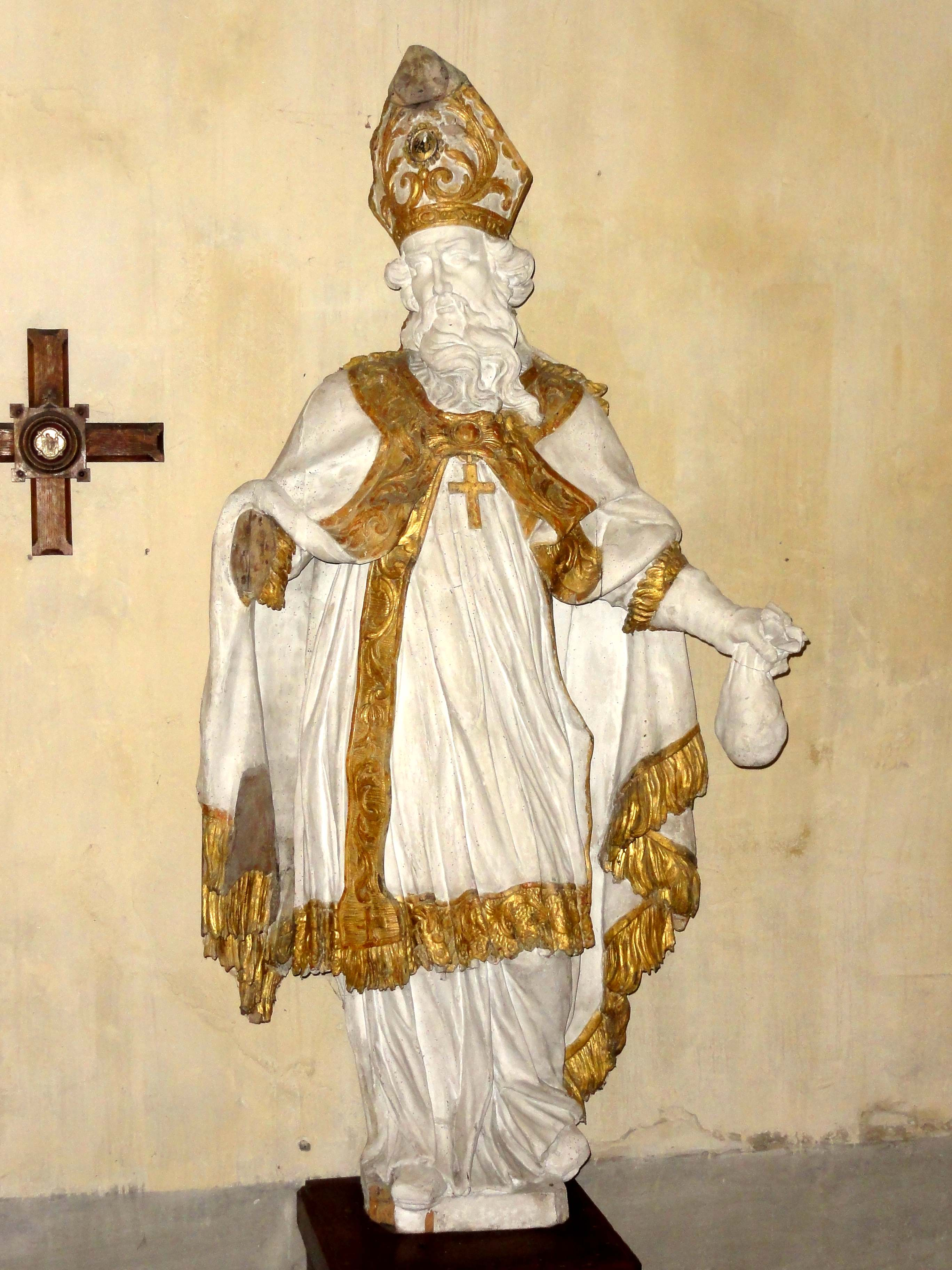
Saint Nicolas, bois, dernier quart XVIIIe siècle.
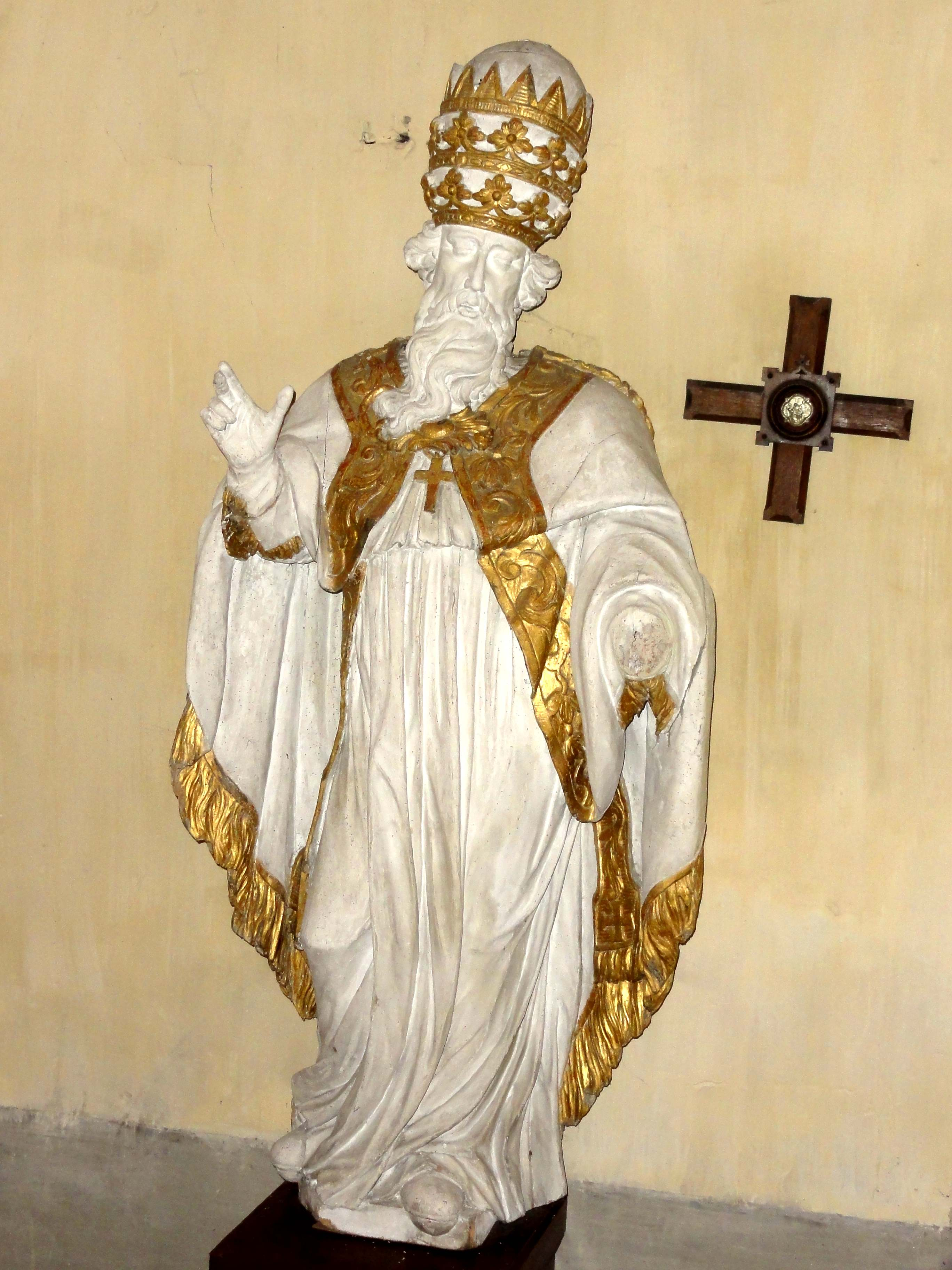
Saint Pierre, bois, dernier quart XVIIIe siècle.
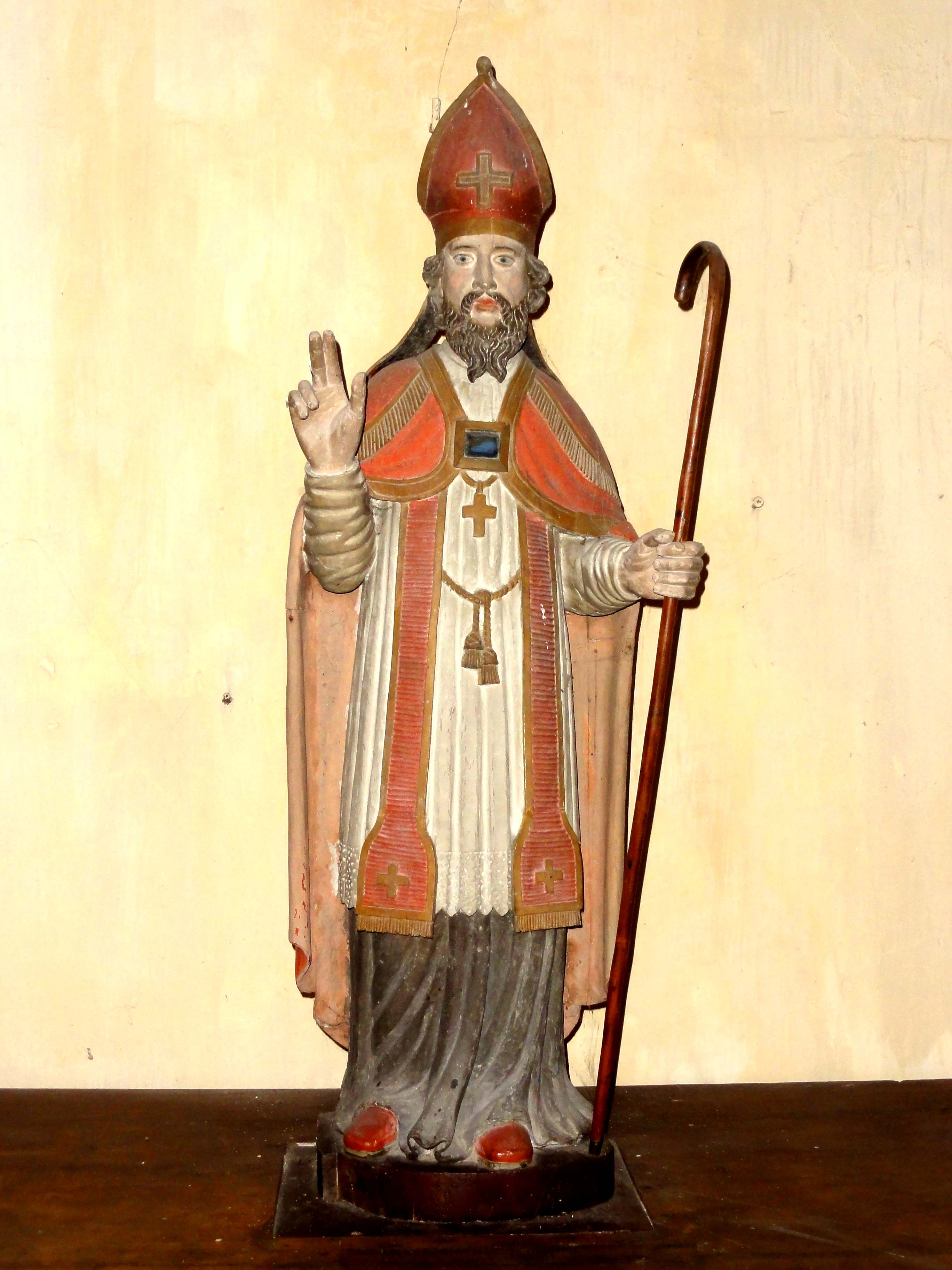
Saint Nicolas, bois, XVIIe siècle.
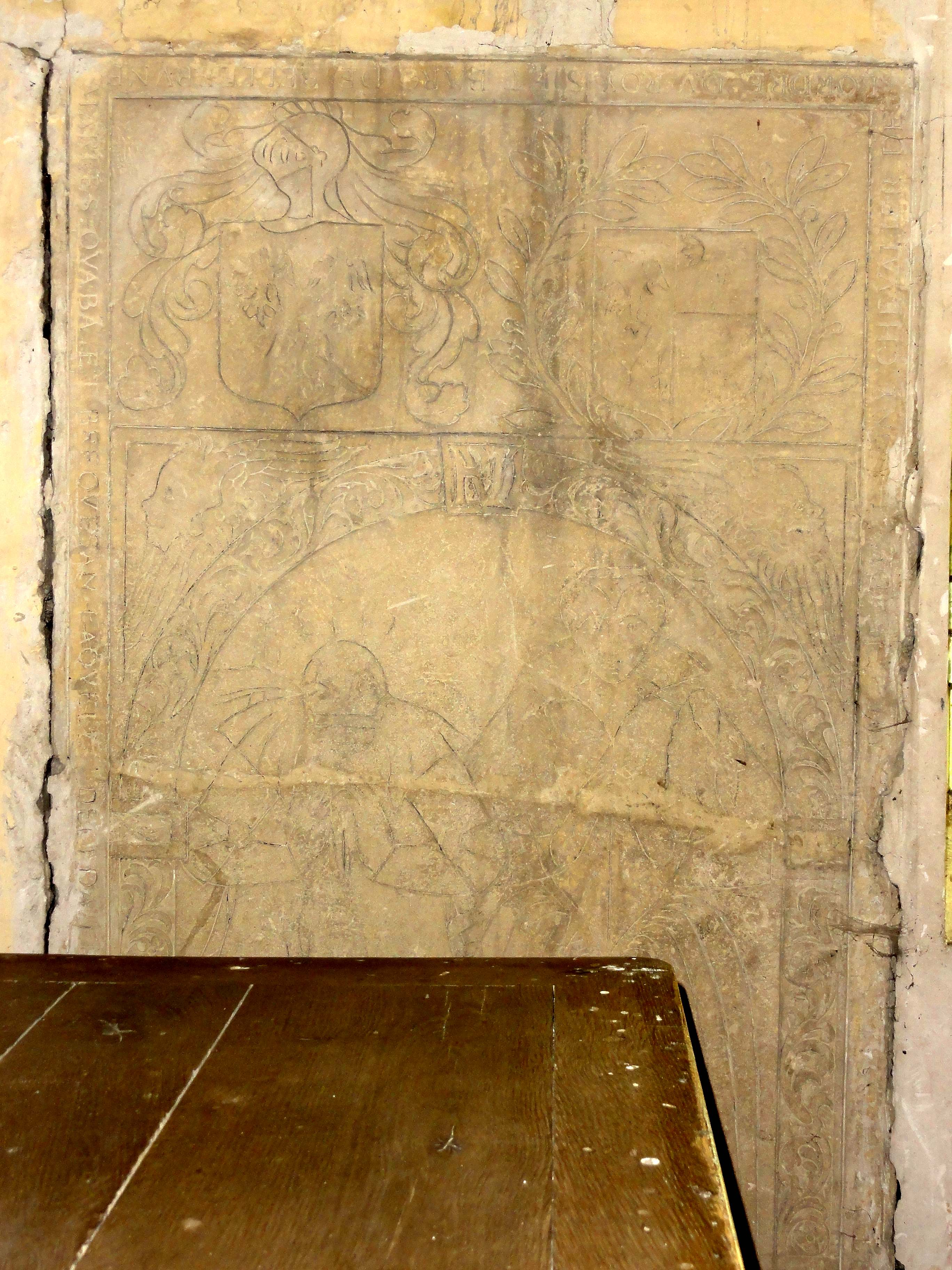
Dalle funéraire de F. de Vion et de sa femme.
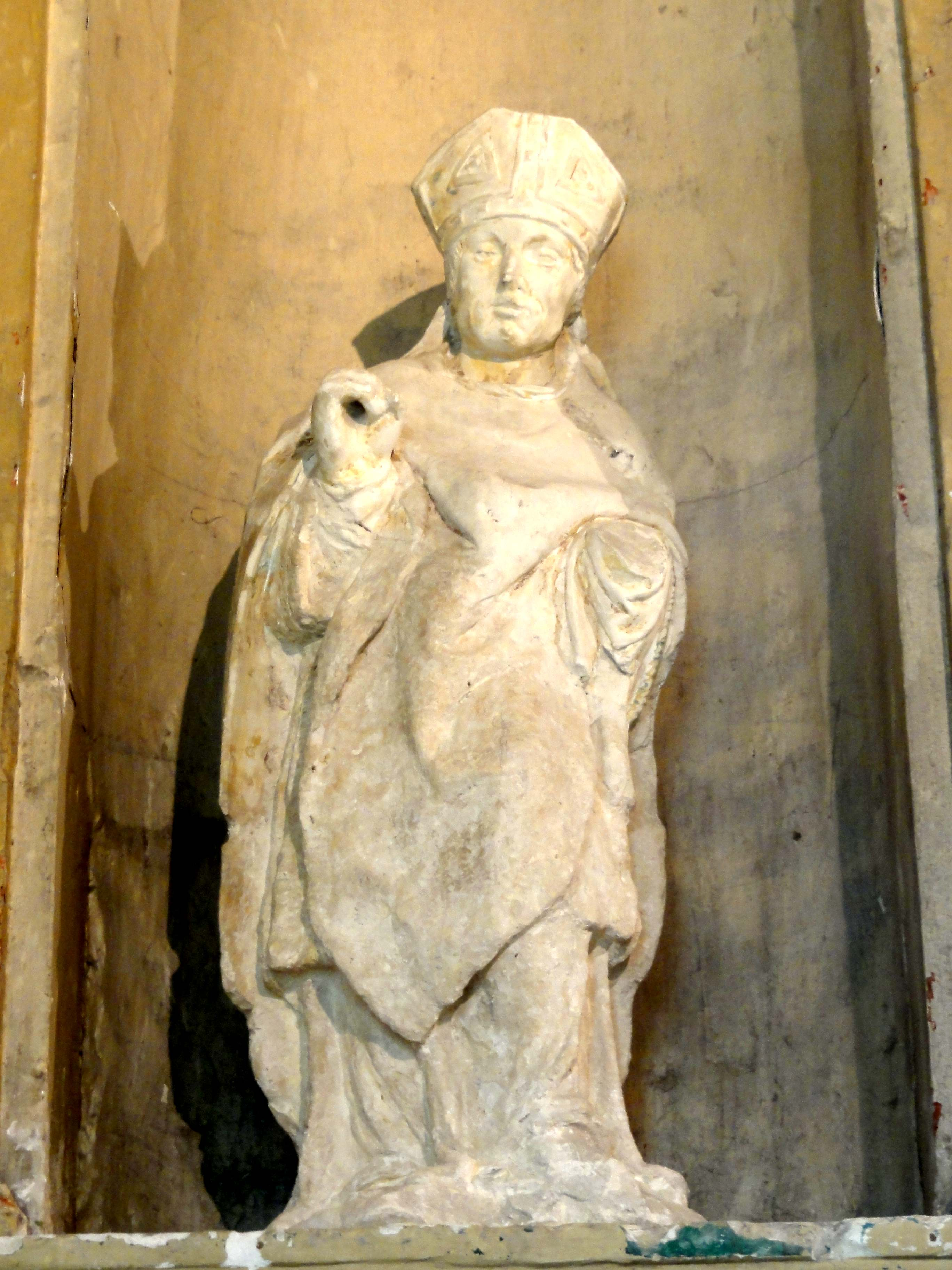
Saint Nicolas, pierre, XVIe siècle.